# Tourisme en Algérie

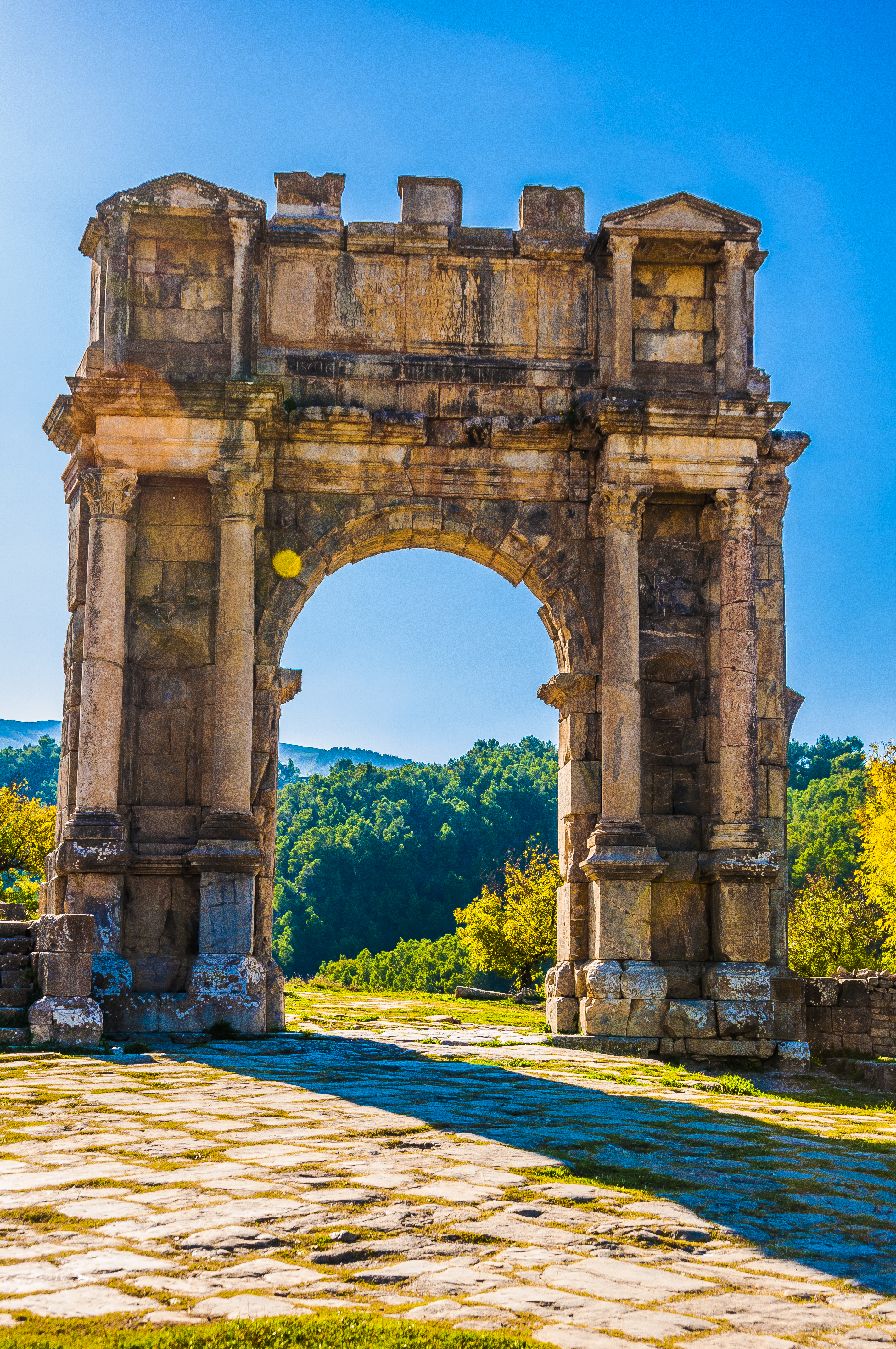
Arc de Caracalla à Djemila

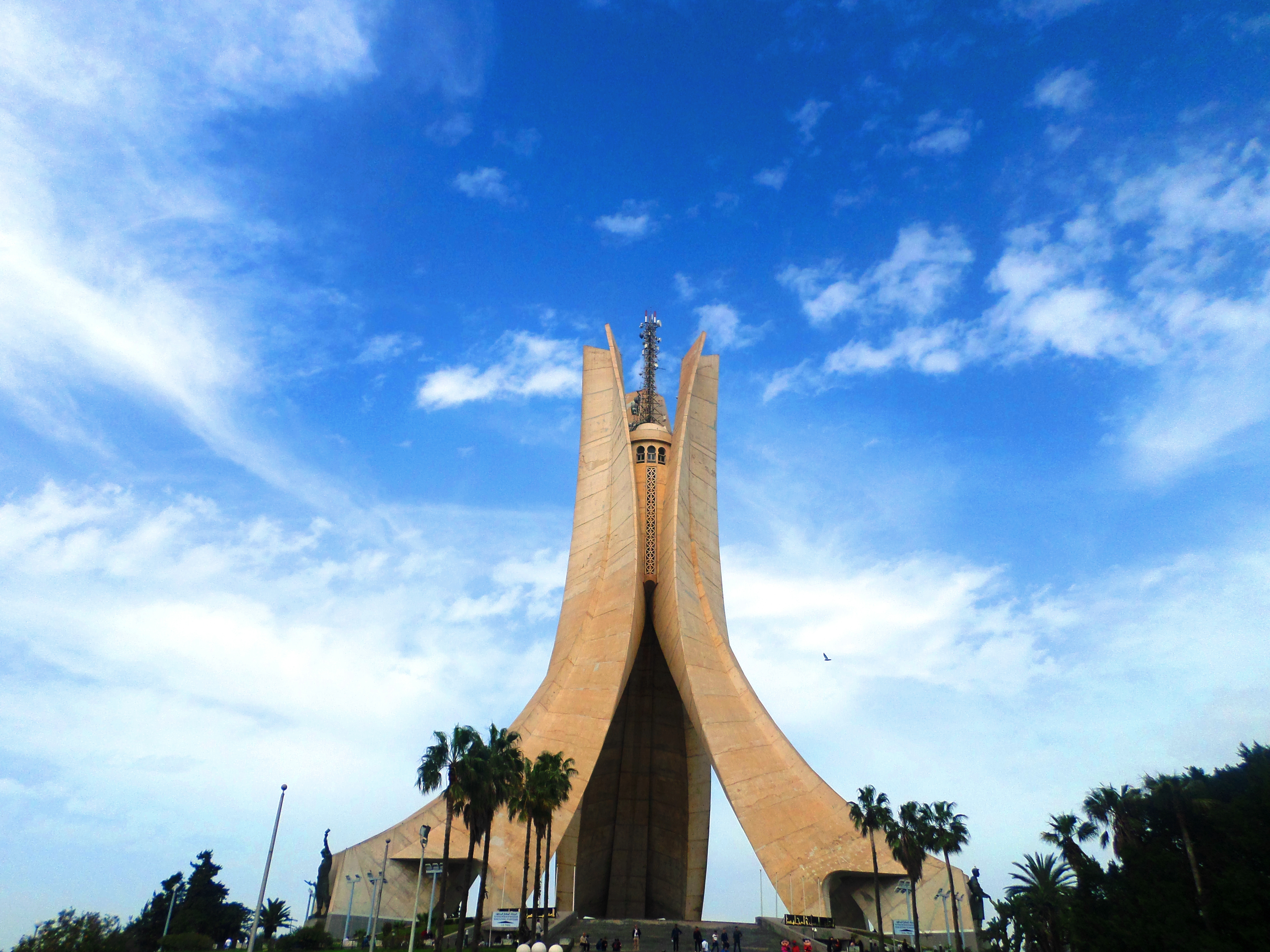
Mémorial du Martyr à Alger, symbole de l'Algérie indépendante

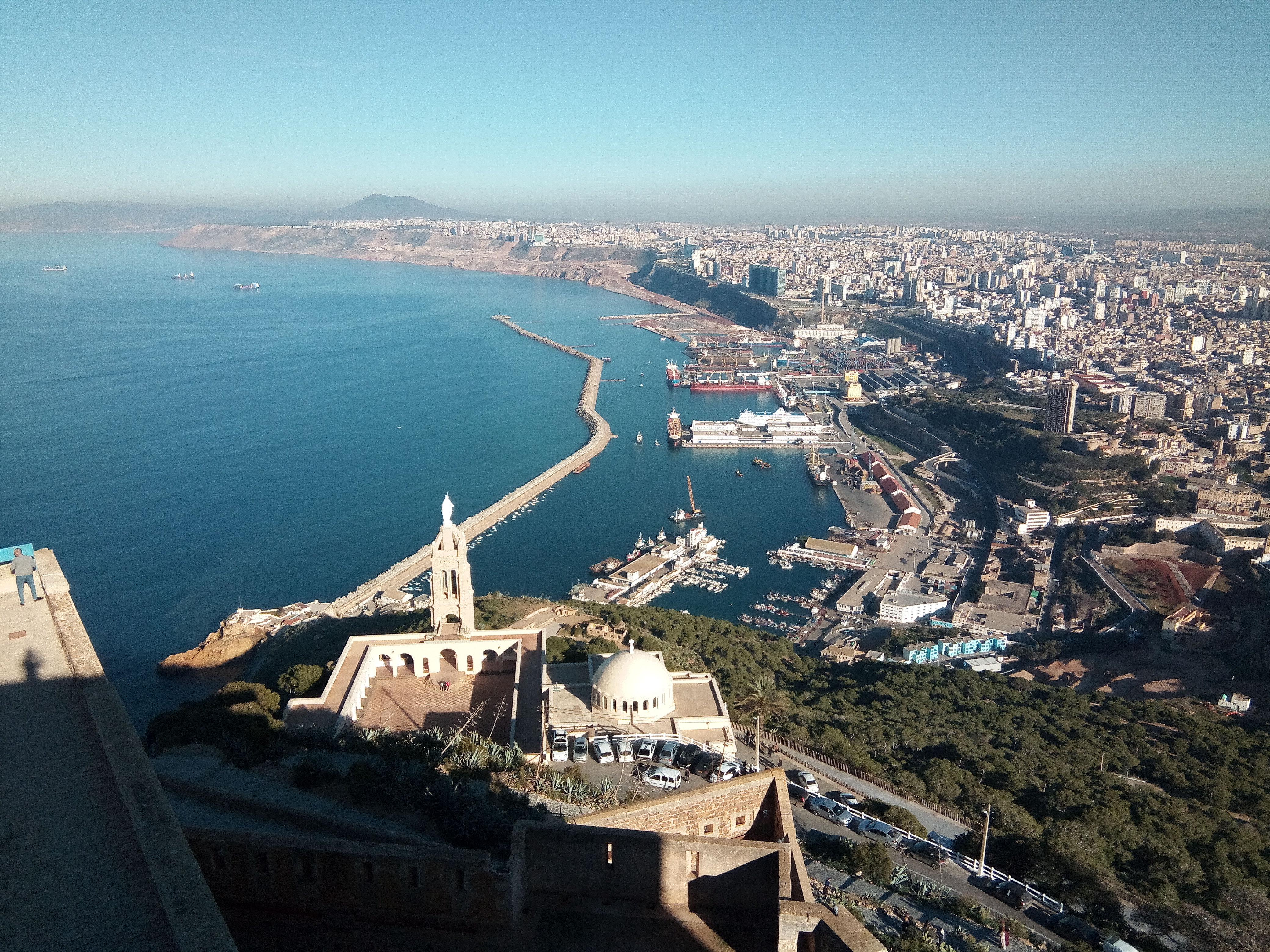
Vue générale d'Oran depuis la Chapelle de Santa Cruz

Le tourisme en Algérie est un secteur économique de ce pays. Il s'agit d'une activité importante, aussi bien pour les Algériens qui choisissent d'y passer leurs vacances, que pour les étrangers qui viennent y faire un séjour. L'Algérie est le plus grand pays du continent africain et le 10e pays le plus grand au monde en superficie totale.
L'Algérie est membre de l'Organisation mondiale du tourisme depuis 1976 mais le tourisme n'en est pourtant qu'à ses débuts. Les revenus liés au tourisme ne dépassent pas les 10 % du produit intérieur brut et selon le rapport « Faits saillants du tourisme » de l’Organisation mondiale du tourisme publié en 2014, l’Algérie est la 4e destination touristique en Afrique en 2013 avec 2,7 millions de touristes étrangers, et occupe la 111e position sur la scène du tourisme international, selon le Conseil mondial du tourisme et du voyage (WTTC), basé à Londres. Le secteur du tourisme en Algérie représente 3,9 % du volume des exportations, 9,5 % du taux des investissements productifs et 8,1 % du PIB.
Les événements tragiques qui ont marqué le pays durant les années 1990 ont retardées le développement des infrastructures et découragé bon nombre de touristes d'y séjourner. Cependant la tendance tend à s'inverser avec un retour des étrangers, principalement un tourisme d'affinité venu de France. On note par exemple une augmentation de 20 % de touristes entre 2000 et 2005.
Les principaux concurrents sont les pays du pourtour méditerranéen dont la majorité a développé une économie fortement basée dans ce secteur.

## Politique touristique de l'État
La stratégie touristique de l'Algérie a toujours été orientée vers son littoral. Après l'indépendance, la politique nationale a privilégié le développement des secteurs industriel et agricole, reléguant le tourisme au second plan. En 1966, la capacité d'accueil touristique de l'Algérie était estimée à 8 000 lits, dont seulement 4 500 effectivement exploités.
C'est dans ce contexte qu’est née une volonté politique de réhabiliter les structures hôtelières selon les normes et conventions du secteur, notamment à la fin des années 1970. À partir des années 1970, l'État a investi dans l'aménagement de zones d'expansion touristique (ZET), principalement dans les grandes villes côtières : Alger, Oran, Béjaïa et Annaba, afin de renforcer les pôles existants sur le littoral. Le développement du tourisme international reposait sur la construction d'hôtels de haut standing, tels que l'hôtel El Aurassi (inauguré en 1975), tandis que des équipements plus modestes étaient réalisés à l'échelle locale. Plusieurs complexes balnéaires emblématiques ont ainsi vu le jour : Zéralda, Sidi Fredj, Moretti, Tipaza Club et Matares à Alger ; les Andalouses à Oran ; Tichy et Tigzirt à Béjaïa ; et l'hôtel Seraïdi à Annaba.
Un projet développé lors des « Assises Nationales et Internationales du Tourisme » a vu le jour prévoyant une nouvelle dynamique d'accueil et de la gestion du tourisme en Algérie. Ce projet est appelé Horizon 2025. Les investisseurs étrangers, principalement français, se positionnent pour dominer le marché, axé principalement sur une clientèle d'affaire.
Une première campagne de publicité consacrée à l'industrie a été réalisé pour attirer les investisseurs comme la clientèle étrangères, ainsi que des mesures concrètes telles que conférences, salons professionnels ou commissions.
Le footballeur international Zinédine Zidane a également été mis à contribution pour un nouveau spot publicitaire réalisé cette fois sous l’égide de l’opérateur de téléphonie, Wataniya Telecom Algérie, destiné à une clientèle individuelle.
Un Plan Qualité Tourisme Algérie a été adopté par le gouvernement mais à la fin de l’année 2010, seulement 10 % des structures touristiques en Algérie ont adhéré à ce programme. Les investisseurs restent intéressés par le potentiel du pays, ainsi que les hautes autorités puisque le représentant du secrétaire général de l'Organisation mondiale du tourisme (OMT), Frédéric Perret, a déclaré lors de la conférence du Salon International du Tourisme et des Voyages tenu en Algérie en 2010, que le secteur du tourisme algérien a un potentiel important grâce à « ses plages méditerranéennes, son fascinant Parc national du Djurdjura, ses trésors humains, culturels et historiques.»
Dans le cadre de la politique de développement du tourisme, des 'Eductour' sont régulièrement organisés pour la presse nationale et internationale.

## Transports et infrastructures
Les Algériens se déplacent quotidiennement à l'intérieur du pays. À ce titre, le transport aérien demeure le moyen le plus rapide pour relier les villes du pays.

### Moyens de transport

#### Transport routier

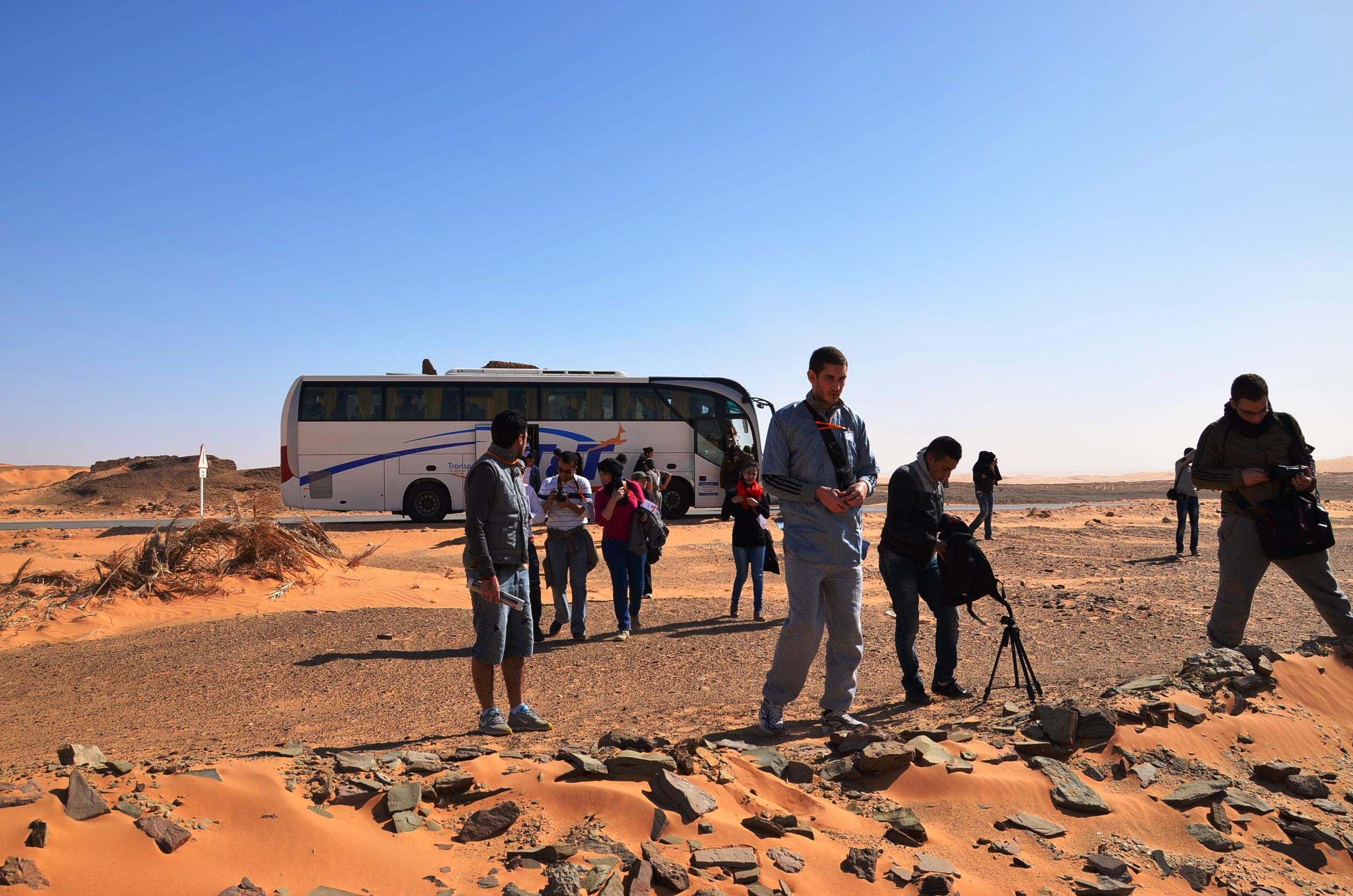
Touristes dans le désert.

La Longueur du réseau routier algérien est de 112 696 km. Le réseau routier bitumé non autoroutier est dense avec la plus forte densité en Afrique (107 000 km de routes. Le bus demeure le premier moyen public de locomotion terrestre, suivi du train et du taxi. Au Nord du pays, les réseaux de bus et de taxis sont bien développés avec des liaisons régulières entre les principales villes. Le parc automobile algérien est évalué à 7 millions de véhicules ( le 2 ème parc automobile d'Afrique après l'Afrique du sud). Il est en constante augmentation.

#### Transport aérien
L'Algérie dispose de 33 aérodromes dont 13 à vocation internationale, le plus important est l'Aéroport d'Alger - Houari Boumédiène et l'Aéroport d'Oran - Ahmed Ben Bella.
La compagnie aérienne nationale Air Algérie, domine quant à elle le marché du transport aérien qui compte depuis son ouverture à la concurrence 08 autres compagnies privées. Elle s'occupe de plusieurs lignes vers l'Europe, l'Afrique, le Canada, la Chine, le Moyen-Orient. Plusieurs compagnies aériennes étrangères ont des vols vers l'Algérie telles que : Tunisair, Royal Air Maroc, Air France, Alitalia, Aigle Azur, Lufthansa, Turkish Airlines, British Airways, JetAirFly, Iberia, Air Malta, Air Méditerranée, Qatar Airways, Emirates, Royal Jordanian, TAP Portugal, Saudia, Egypt Air, Vueling, Air Canada.

#### Transport maritime
L'Algérie dispose de 13 Ports. L'Entreprise nationale de transport maritime de voyageurs Algérie Ferries est un des acteurs du transport maritime en Algérie. Plusieurs Ferry font la liaison des passagers vers les côtes européennes.

#### Transport ferroviaire
L'Algérie dispose d'un réseau de voies ferrées de plus de 6 500 km dont une partie de plus en plus croissante est électrifiée. Les liaisons ferroviaires les plus fréquentes sont situées le long de la côte et desservent toutes les principales villes portuaires. Le sud est relié par deux lignes, dont Béchar à l'Ouest du pays et Touggourt à l'Est du pays sont les stations les plus méridionales. Elle dispose de plus 200 Gares.

#### Tramway
Les villes d'Alger, Oran, Constantine, Sidi Bel Abbès, Ouargla, Mostaganem et Sétif sont dotées de tramway.

#### Métro
L'Algérie compte uniquement un réseau métropolitain à Alger. Il est le deuxième à être implanté en Afrique après celui du Caire.

### Parc hôtelier

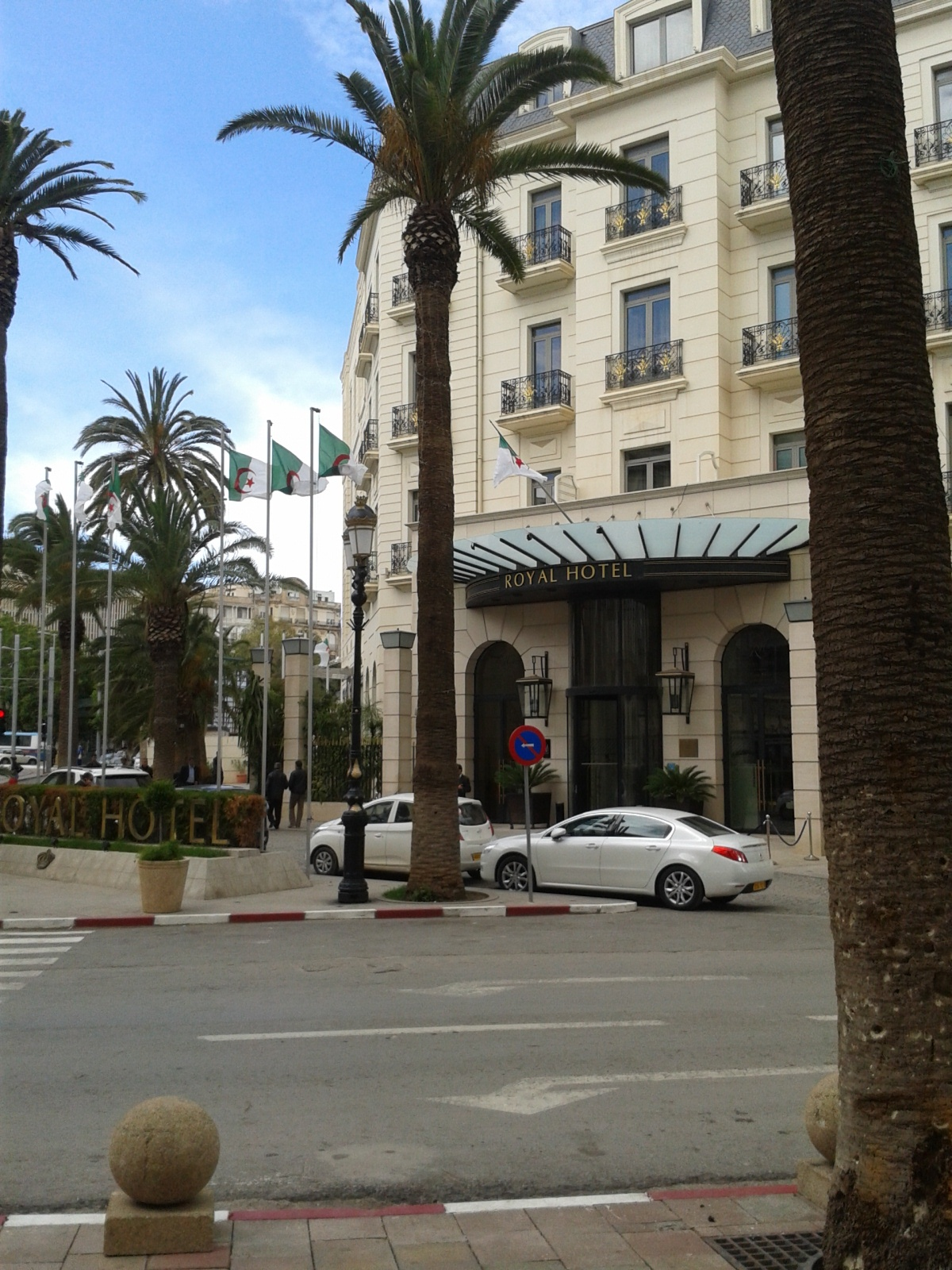
L'hôtel Royal à Oran.

Le parc hôtelier algérien est en deçà des forts besoins exprimés.L’objectif de l’Algérie à l’horizon 2015 est d’accueillir 2,5 millions de touristes, et à ce propos un vaste plan d’investissement et de réhabilitation des établissements hôteliers est en cours. Beaucoup de chaînes hôtelières internationales ont signé des contrats pour la construction de nouvelles infrastructures hôtelières et le management des hôtels déjà existants.
Le parc hôtelier algérien est constitué de 1 136 établissements totalisant 96 500 lits :
- Hôtellerie urbaine soit 673 établissements totalisant 47511 lits.
- Hôtellerie balnéaire soit 217 établissements totalisant 31238 lits.
- Hôtellerie saharienne soit 185 établissements totalisant 11548 lits.
- Hôtellerie thermale soit 47 établissements totalisant 5095 lits.
- hôtellerie climatique soit 14 établissements totalisant 1108 lits.

Ces infrastructures touristiques sont reparties comme suit :
- 64 établissements publics pour 18 000 lits.
- 37 établissements appartenant à des collectivités locales pour 2 400 lits.
- 7 établissements mixtes (public-chaînes internationales) pour 4 000 lits.
- 1 028 établissements privés pour 72 100 lits.

Le Premier ministre, ministre des Finances, Aïmene Benabderrahmane a annoncé que d'ici 2024, plus de 200 nouveaux hôtels seront réceptionnés en Algérie, avec une moyenne de 50 projets chaque année.
| 6e CAT(Sans) | 5e CAT(*) | 4e CAT(**) | 3e CAT(***) | 2e CAT(****) | 1re CAT(*****) | Total |
| ------------ | --------- | ---------- | ----------- | ------------ | -------------- | ----- |
| 851          | 42        | 62         | 67          | 22           | 13             | 1057  |

| 6e CAT(Sans) | 5e CAT(*) | 4e CAT(**) | 3e CAT(***) | 2e CAT(****) | 1re CAT(*****) | Total  |
| ------------ | --------- | ---------- | ----------- | ------------ | -------------- | ------ |
| 4 590        | 3 383     | 14 857     | 5 415       | 2 315        | 51 474         | 82 034 |

| Urbain | Balnéaire | Saharien | Thermal | Climatique | Total  |
| ------ | --------- | -------- | ------- | ---------- | ------ |
| 48 680 | 21 710    | 4 431    | 5 742   | 1 411      | 82 034 |

Source: Office national des Statistiques (Algérie) et Ministère du tourisme & de l'Artisanat.
Chiffres en 2004

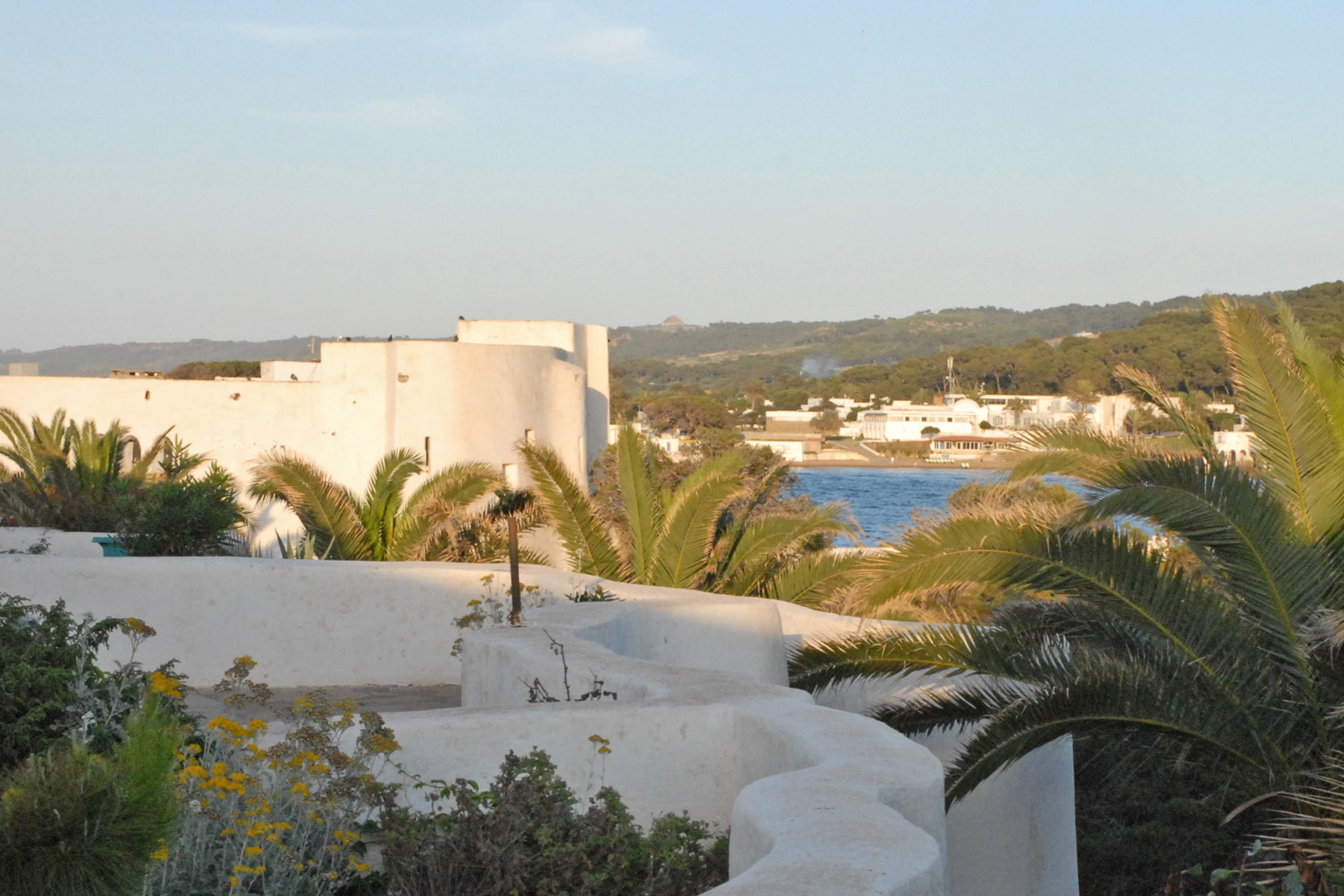
Le Complexe touristique de la Corne d'or à Tipaza
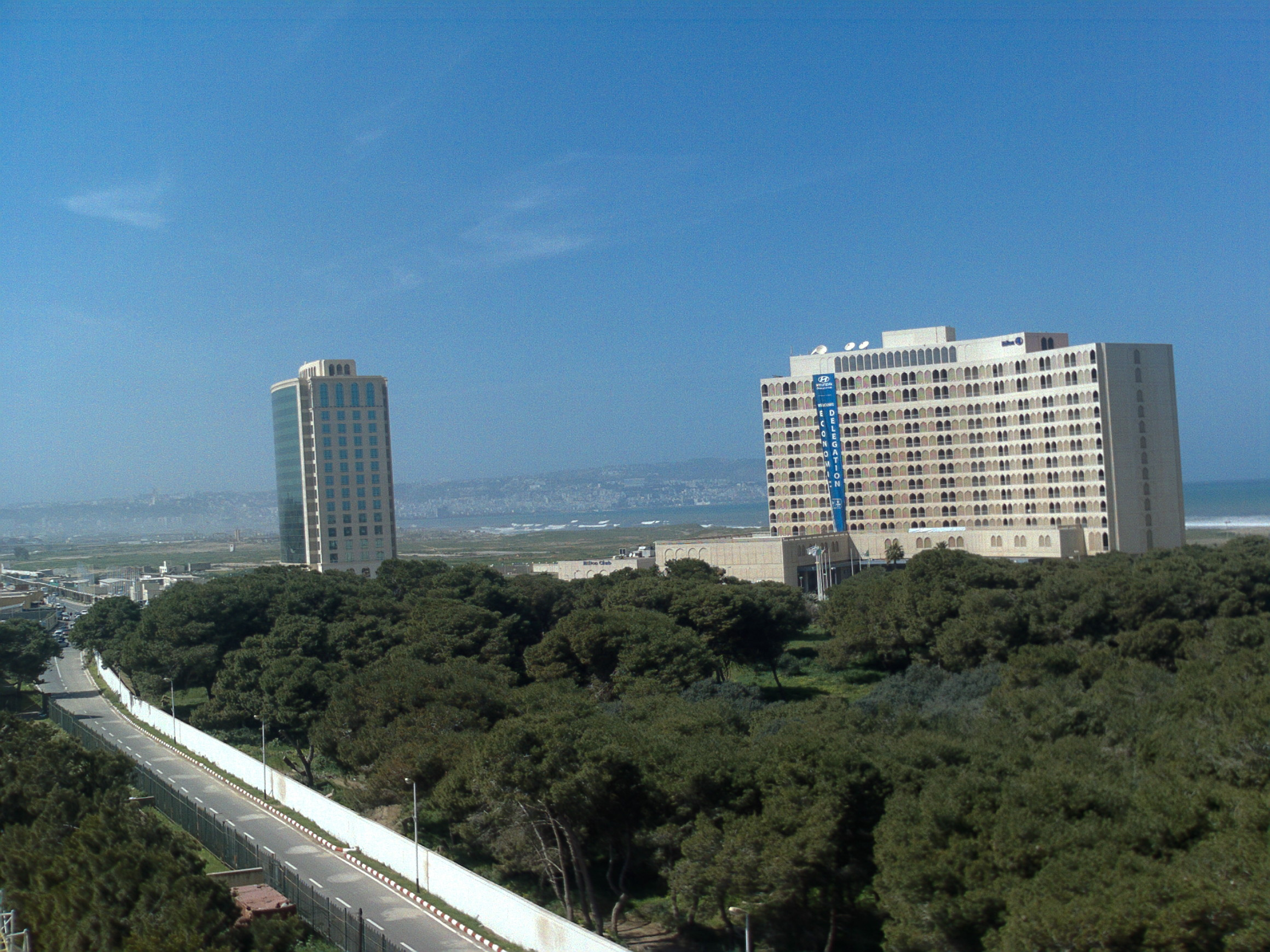
Hôtel Hilton d'Alger
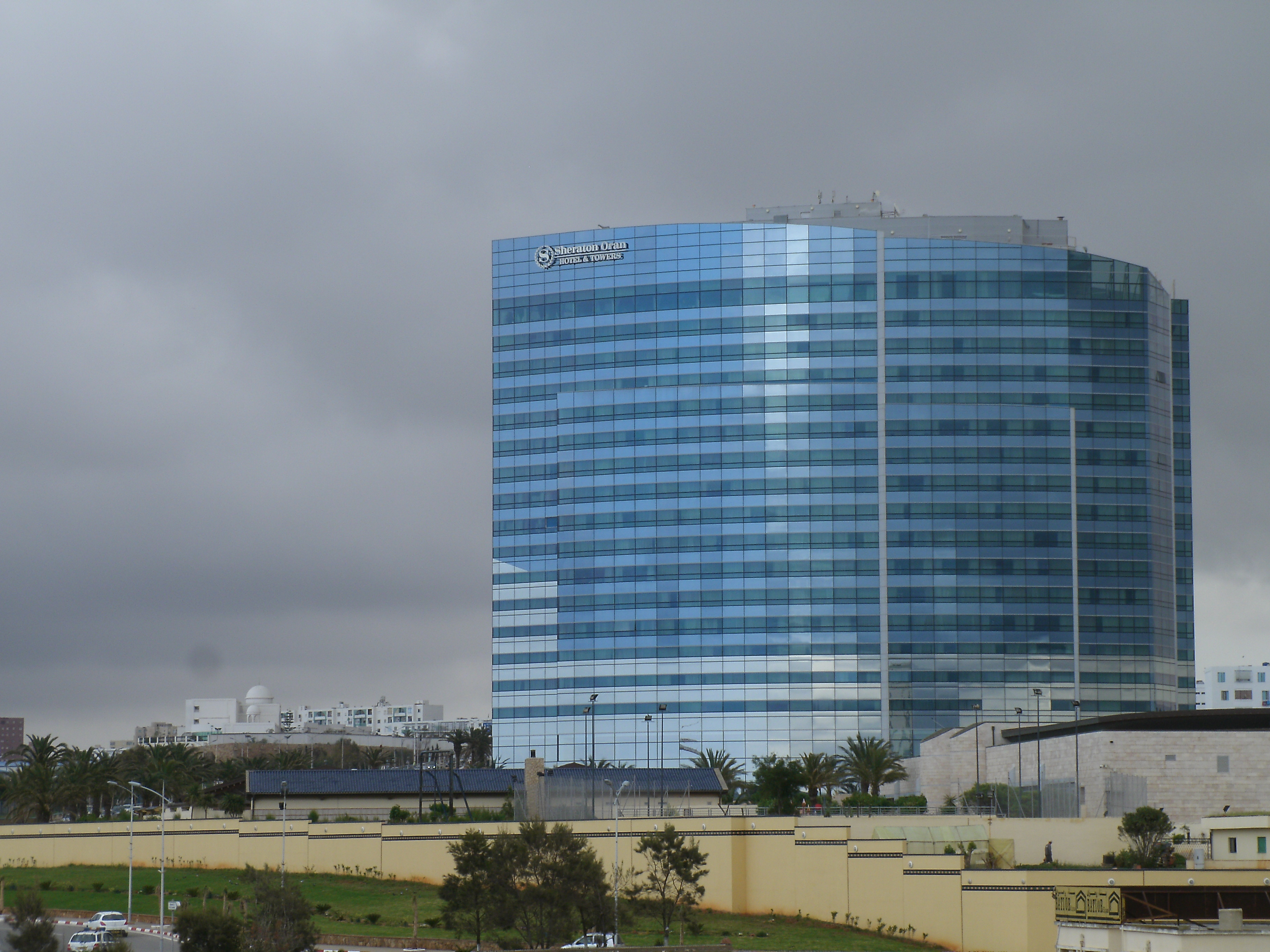
Le Sheraton Oran Hotel & Tower d'Oran
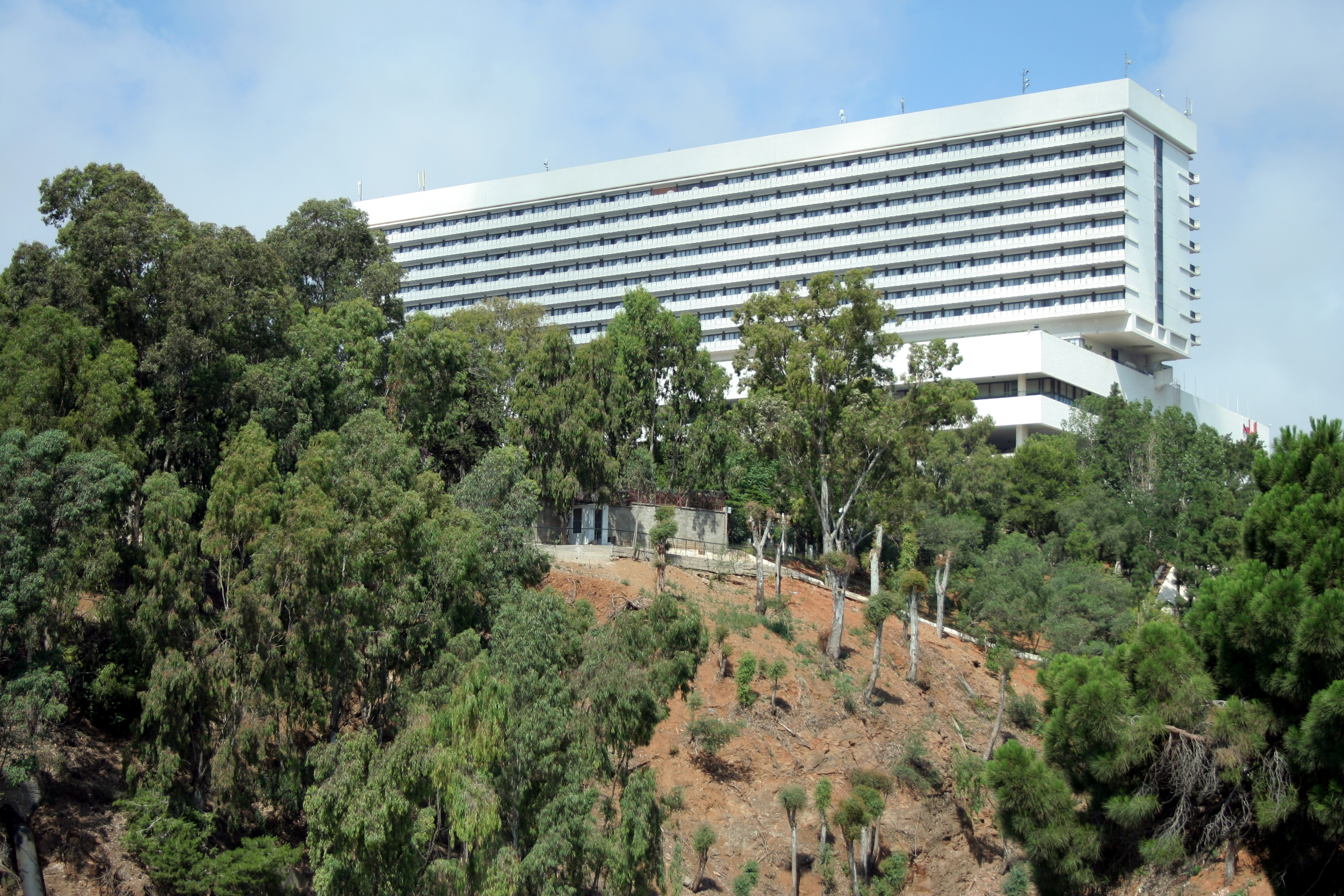
Hôtel El Aurassi à Alger

## Principaux points d'intérêt

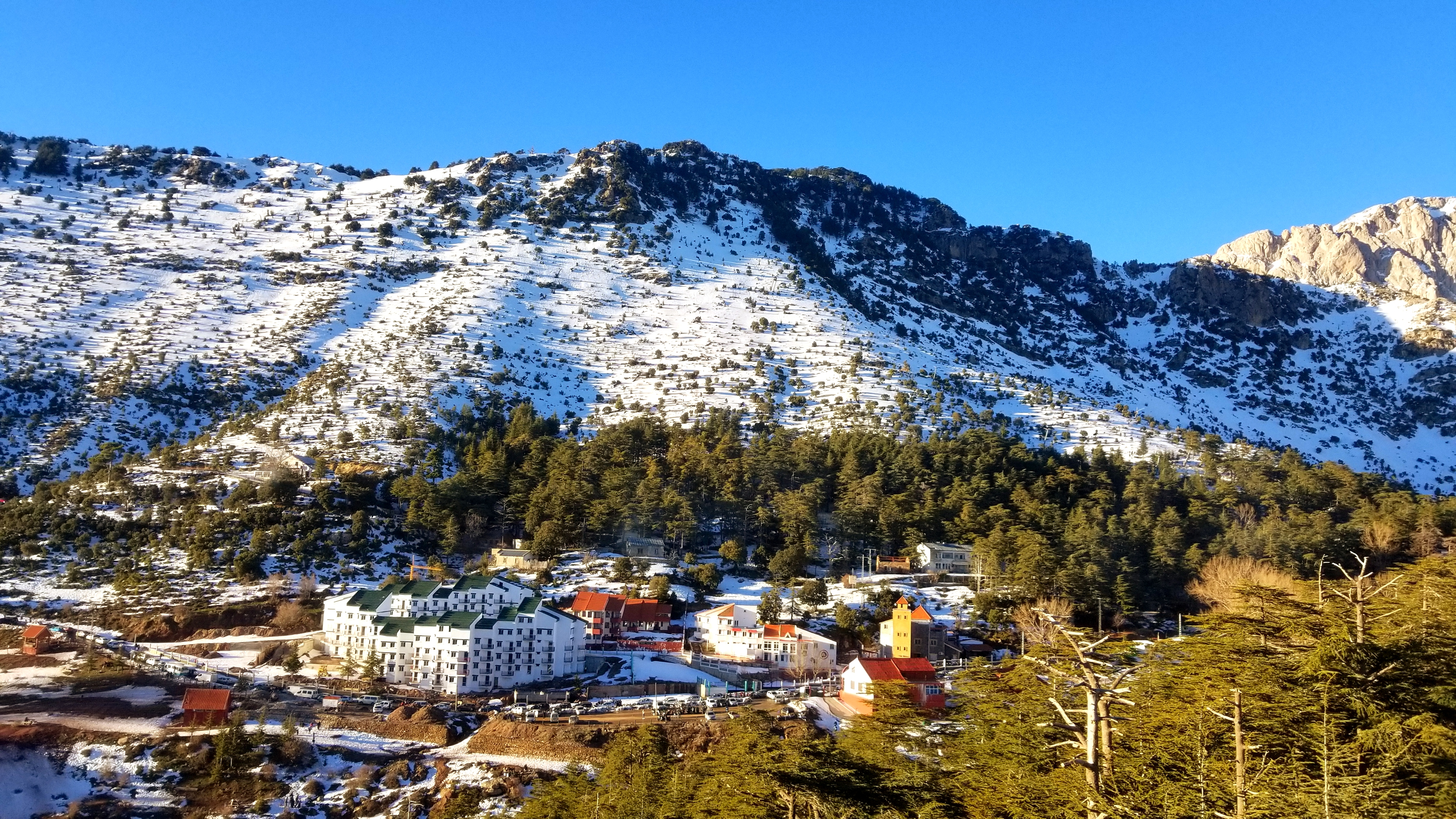
Station de ski de Tikjda

L'Algérie bénéficie d'atouts naturels importants tels que ses plages en général encore à l'état sauvage, des paysages et des zones comme le Sahara algérien.
Le Sahara, le plus grand désert au monde, couvre plus de 80 % de la superficie de l’Algérie. Il représente une des principales attractions touristiques, certaines dunes de sable pouvant atteindre 180 mètres de hauteur,.
L'Algérie compte 10 parcs nationaux parmi lesquels le parc culturel du Tassili (100 000 ha) ou le parc culturel de l'Ahaggar (Hoggar) (380 000 ha).
Les amateurs de randonnées ont accès aux vastes montagnes de Kabylie. L'Algérie dispose aussi d’un domaine skiable à Tikjda ainsi que des stations thermales.
Sur le plan architectural, on peut noter de fortes influences berbère, arabe, espagnole et française consécutive à la colonisation mais aussi des œuvres plus contemporaines. La grande poste d’Alger reste un monument remarquable de type néo-mauresque, œuvre de Jules Voinot et Marius Toudoire. La Casbah d'Alger est également un lieu de visite classé au patrimoine mondial de l'UNESCO depuis 1982.

### Quelques sites remarquables du tourisme en Algérie

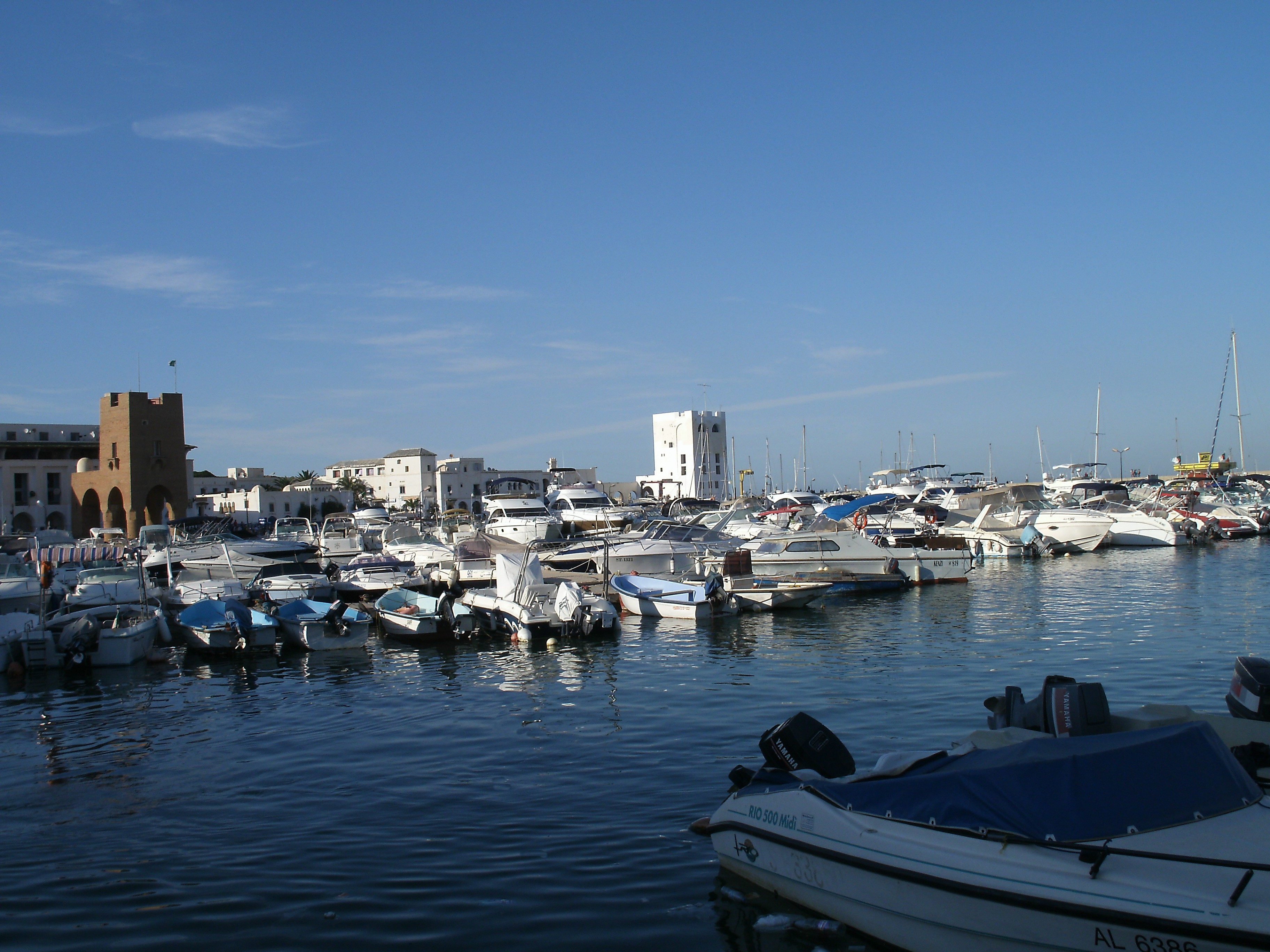
Le port de plaisance de Sidi-Fredj à Alger.

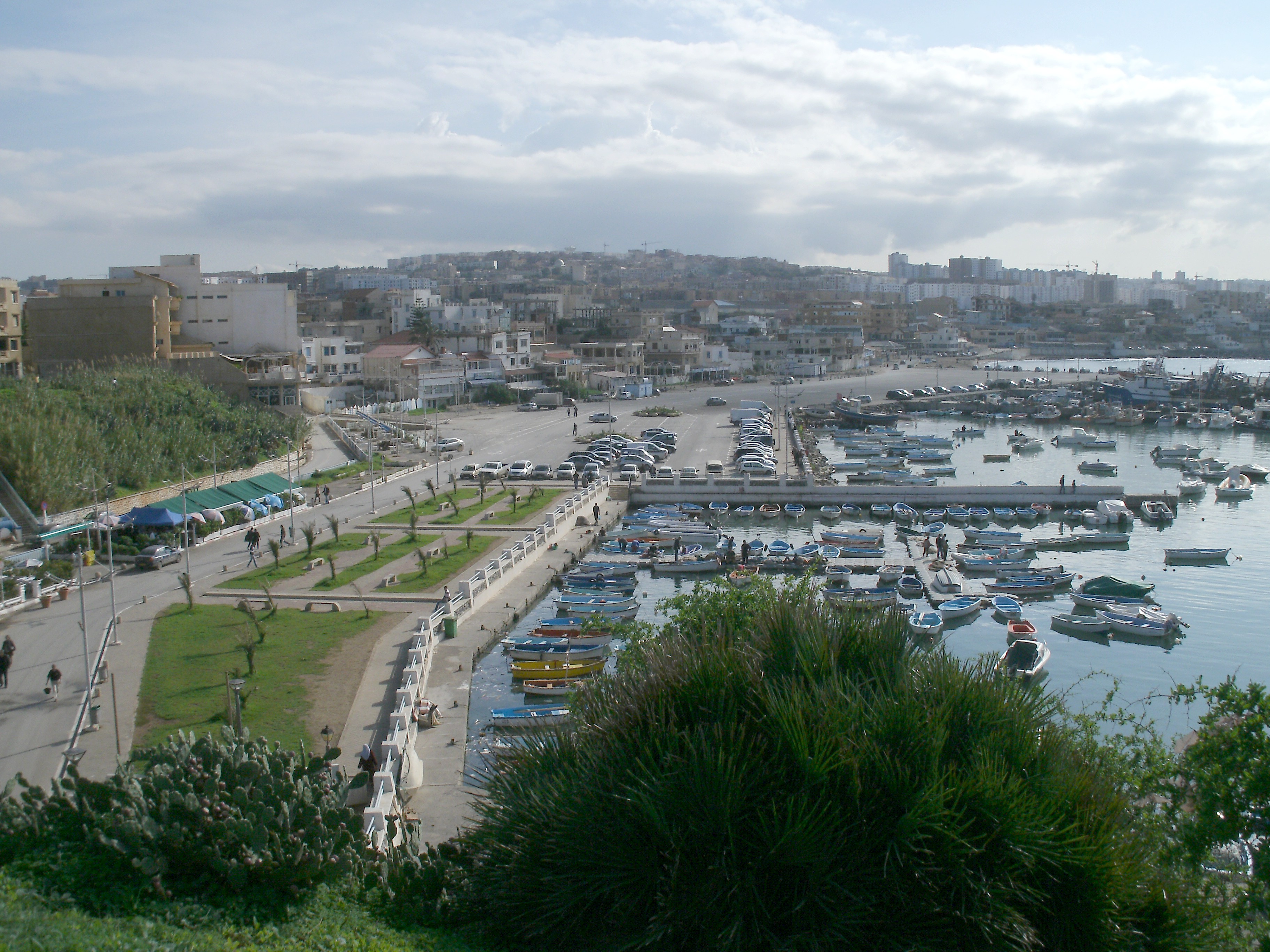
Station balnéaire d'El Djamila à Alger.

Liste non exhaustive
- Annaba
- seraidi
- chetaibi
- Tipaza
- Sidi-Fredj
- Bouharoun
- Aurès
- Jijel
- Djurdjura
- Azeffoun
- Beni Haoua
- Tlemcen
- Tikjda
- Chréa
- Tamesguida
- Aïn El Turk
- Béjaïa
- Arzew
- Mers el-Kébir
- Oran
- Ténès
- M'daourouch
- Thagaste
- Collo
- Theniet El Had
- El Kala
- Tigzirt
- Tichy
- El Hamdania
- Skikda

### Parcs nationaux d'Algérie

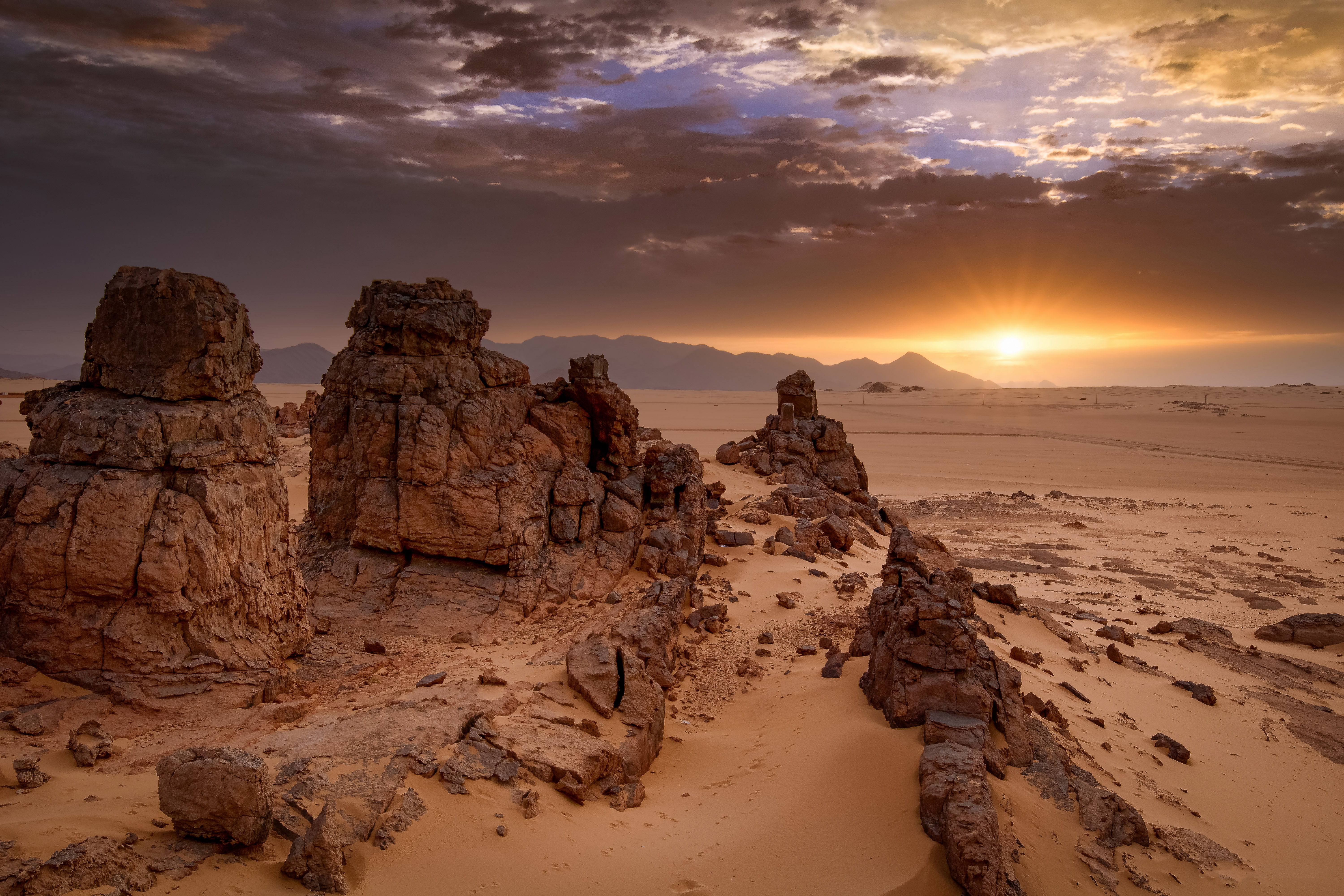
Le Parc culturel du Tassili

L'Algérie compte 10 parcs nationaux où non seulement faune et flore sont protégées, mais aussi les sites spéléologiques. Toute exploitation minière, pétrolière et énergétique ainsi que la chasse y sont strictement interdites, ces parcs sont :
- Parc culturel de l'Ahaggar (anciennement parc national de l'Ahaggar)
- Parc national de Belezma
- Parc national de Chréa
- Parc national de Djebel Aissa
- Parc national du Djurdjura
- Parc national d'El-Kala
- Parc national de Gouraya
- Parc culturel du Tassili (anciennement parc national du Tassili)
- Parc national de Taza
- Parc national de Theniet El-Had
- Parc national de Tlemcen

### Tourisme saharien

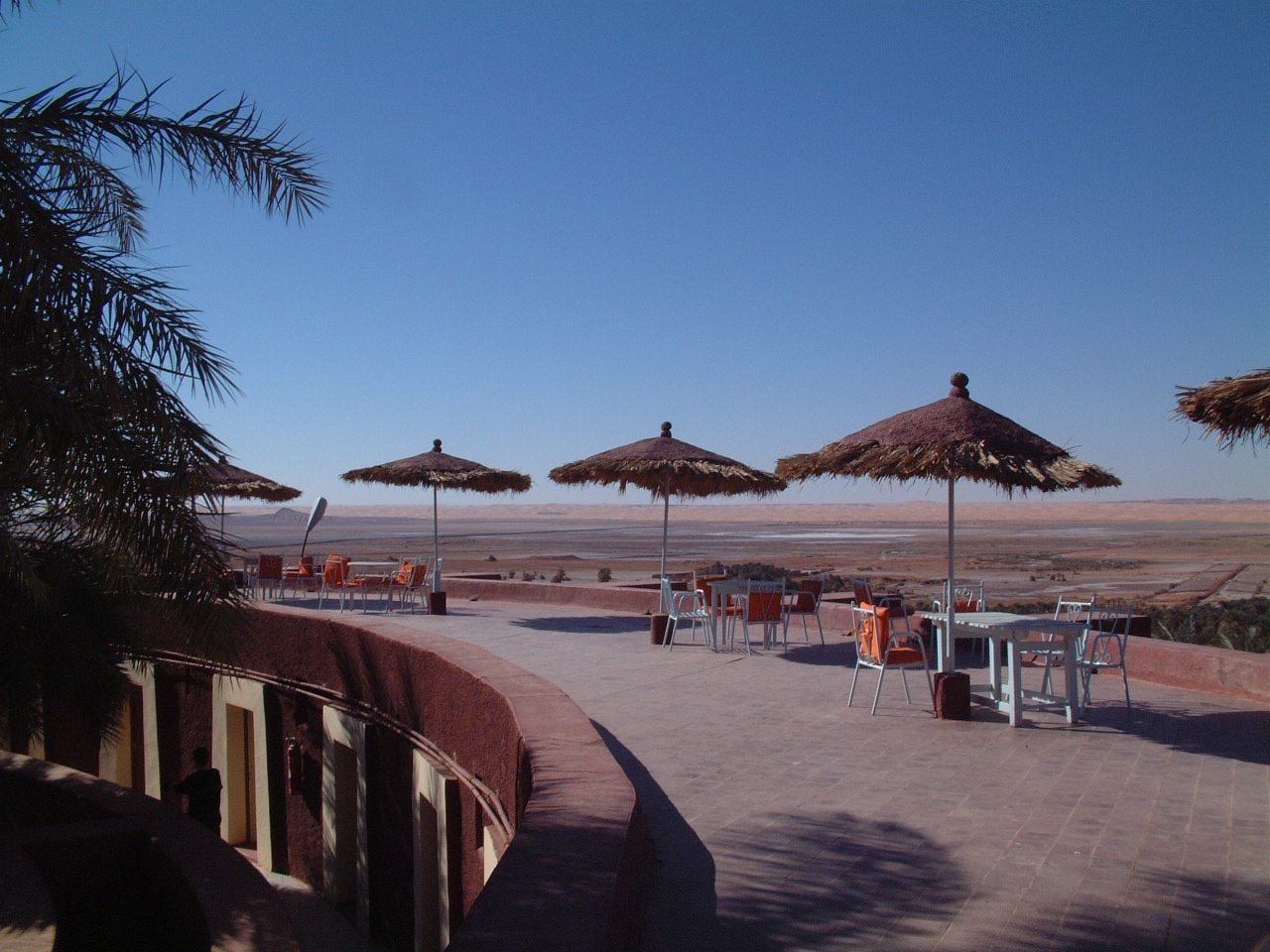
Les terrasses de l'hôtel Gourara à Timimoun.

Le tourisme saharien en Algérie est en plein essor, le Grand Sud une destination phare à l'international. La randonnée n'est pas l'unique moyen de découvrir le Sahara, en effet des circuits à dos de chameau méharée ou en véhicule 4x4, voire des formules combinant randonnée, méharée et 4x4. Parmi les endroits incontournables du Sahara en cite :
- Tamanrasset, lieu de tourisme par excellence
- Timimoun
- Djanet
- Ouargla et son musée saharien
- Béchar et son musée de Béni-Abbés

### Tourisme thérapeutique

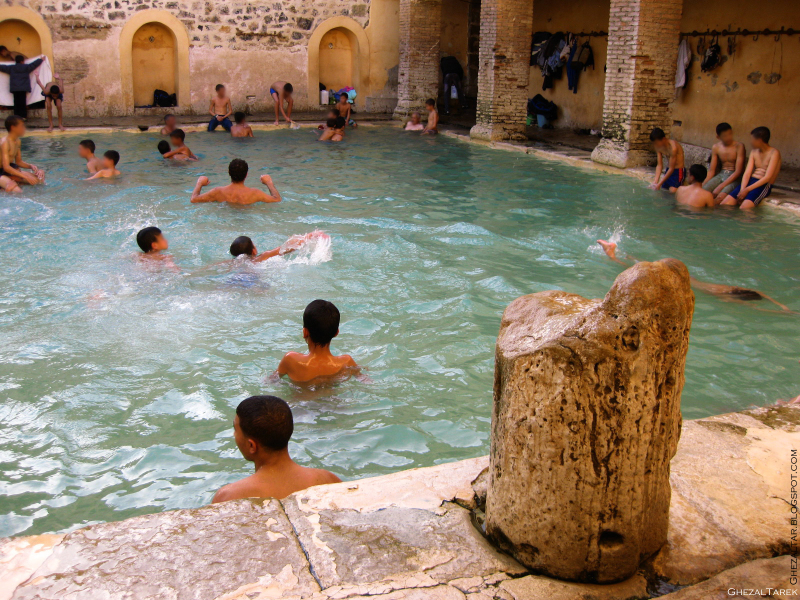
La piscine rectangulaire du Hammam Essalihine à Khenchela.

L'Algérie compte de nombreuses stations thermales dont :
- Hammam Essalihine
- Hammam Bouhanifia
- Hammam Guergour (station thermale)
- Hammam Boughrara (station thermale)
- Hammam Bou Hadjar
- Hammam Meskhoutine
- Hammam Soukhna (station thermale)
- Hammam Righa
- Hammam Melouane (station thermale)
- Hammam Ouled Yelles
- Hammam Sillal
- Hammam Sidi Yahia El Aidli

### Tourisme culturel

#### Biens inscrits sur la liste du patrimoine mondial de l'Unesco
- Culturel :
  - Casbah d'Alger (1992)
  - Djemila (1982)
  - Kalâa des Béni Hammad (1980)
  - Timgad (1982)
  - Tipasa de Maurétanie (1982)
  - Vallée du M'Zab (1982)
- Mixte :
  - Tassili n'Ajjer (1982)

#### Musées

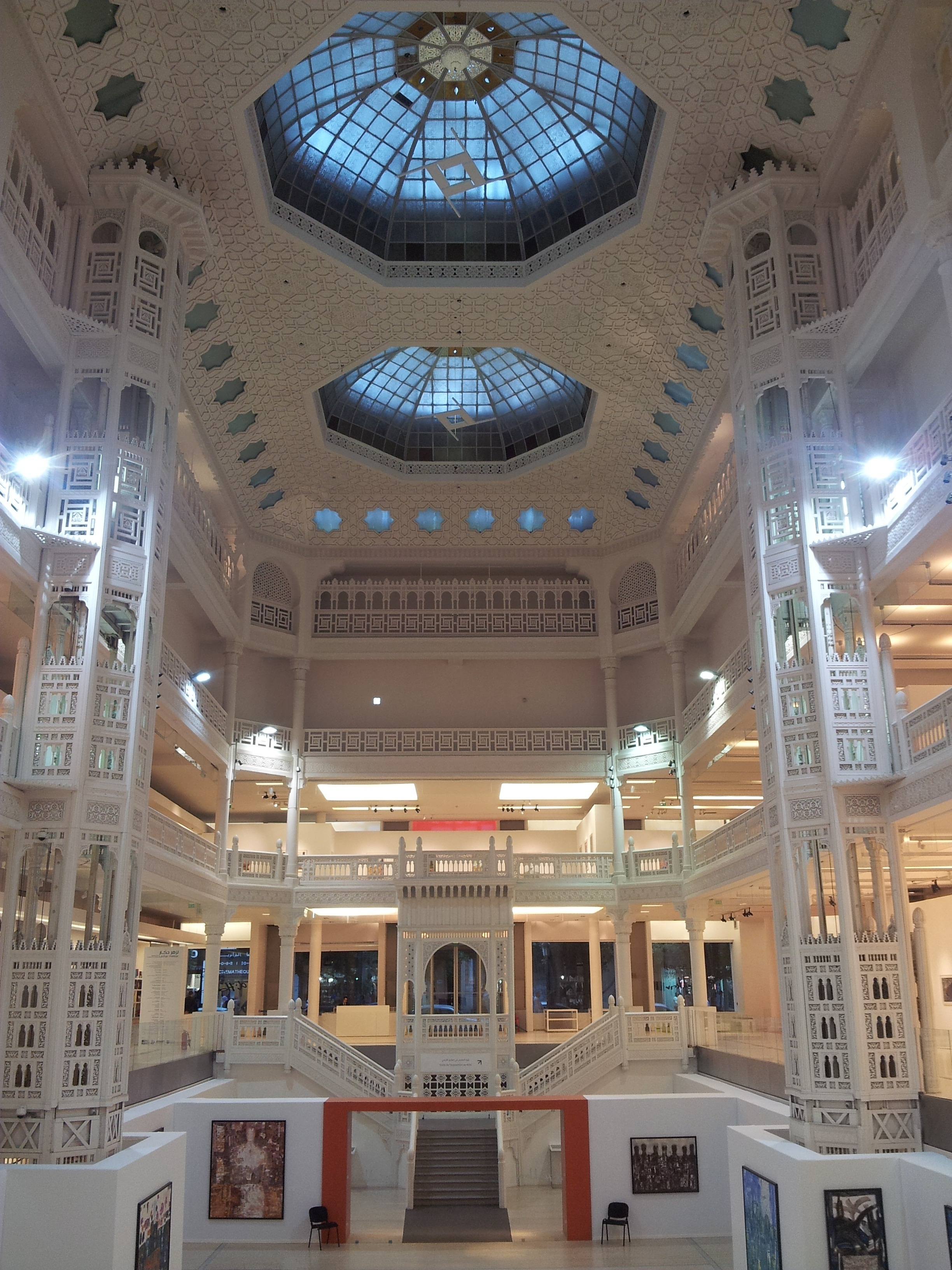
À l’intérieur du Musée public national d’art moderne et contemporain d’Alger (MAMA).

- Musée national des beaux-arts d'Alger
- Musée public national d’art moderne et contemporain d’Alger (MAMA)
- Musée national du Bardo
- Musée national des antiquités et des arts islamiques
- Musée national de l'enluminure, de la miniature et de la calligraphie d'Alger
- Musée national des arts et traditions populaires d'Alger
- Musée central de l'Armée
- Musée d'Art moderne d'Oran
- Musée Ahmed Zabana d'Oran
- Musée Cirta
- Musée de Djemila
- Musée de Timgad
- Musée public national de Cherchell
- Musée archéologique de Sétif
- Palais des Raïs

#### Festivals et  Événements
- Festival international du film arabe d'Oran
- Festival international de musique de Timgad
- DimaJazz
- Nuits de la Saoura
- Salon international du livre d'Alger
- Festival Culturel International de Musique Symphonique d'Alger
- Festival arabo-africain de dance folklorique de Tizi Ouzou

## Classement
- Selon le l'hebdomadaire américain U.S. News & World Report  l’Algérie est classée parmi les 80 meilleurs pays dans le monde en 2018. Dans son Best Countries Ranking publié chaque année, l'hebdomadaire élabore un classement basé sur plusieurs critères comme le climat des affaires, la citoyenneté, l'influence culturelle, le patrimoine, la qualité de vie ou encore la possibilité d’y faire des aventures[18].
- Le quotidien national américain USA Today, a classé Constantine parmi les onze villes à visiter dans le monde en 2018. Le journal s’est appuyé sur les explorations d'un jeune américain dénommé Sal Lavallo, qui a visité tous les 193 États membres de l'Organisation des Nations unies[19].

## Témoignages
Certains architectes ont laissé une empreinte forte dans le panorama algérien, parmi eux Oscar Niemeyer qui écrit dans ses mémoires :
« J’aimais cette ville (Alger) accueillante, ses rues qui descendaient, tortueuses vers la mer. Ses criques et ses petites baies, ses plages de galets, la Méditerranée riche en légendes et mystères, les petites maisons blanches, presque aveugles, pour se protéger du vent. [...] Mais c’est à Constantine que j’ai laissé mon meilleur travail : l’Université Mentouri de Constantine. Je ne voulais pas faire une œuvre courante, mais une université qui soit le reflet de la technique d’aujourd’hui. »

## Galerie

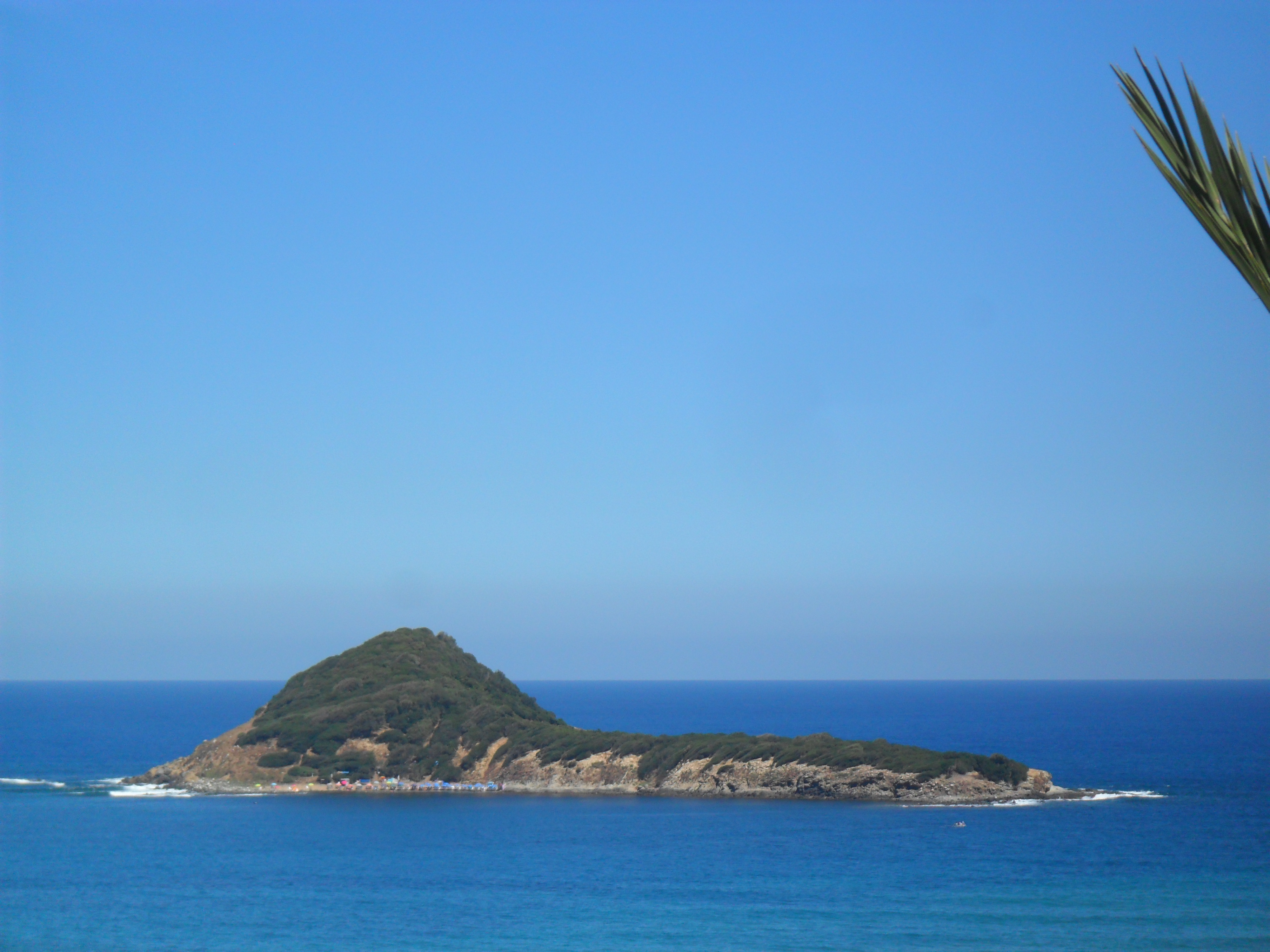
Îles Cavallo à Jijel.
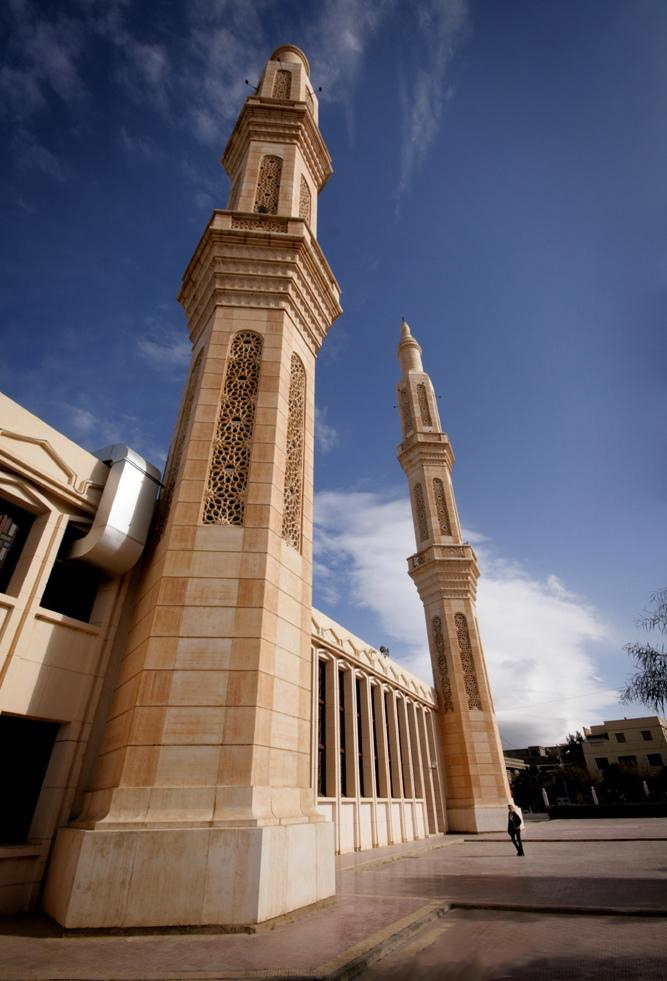
La Grande mosquée 1er-Novembre-1954 à Batna.
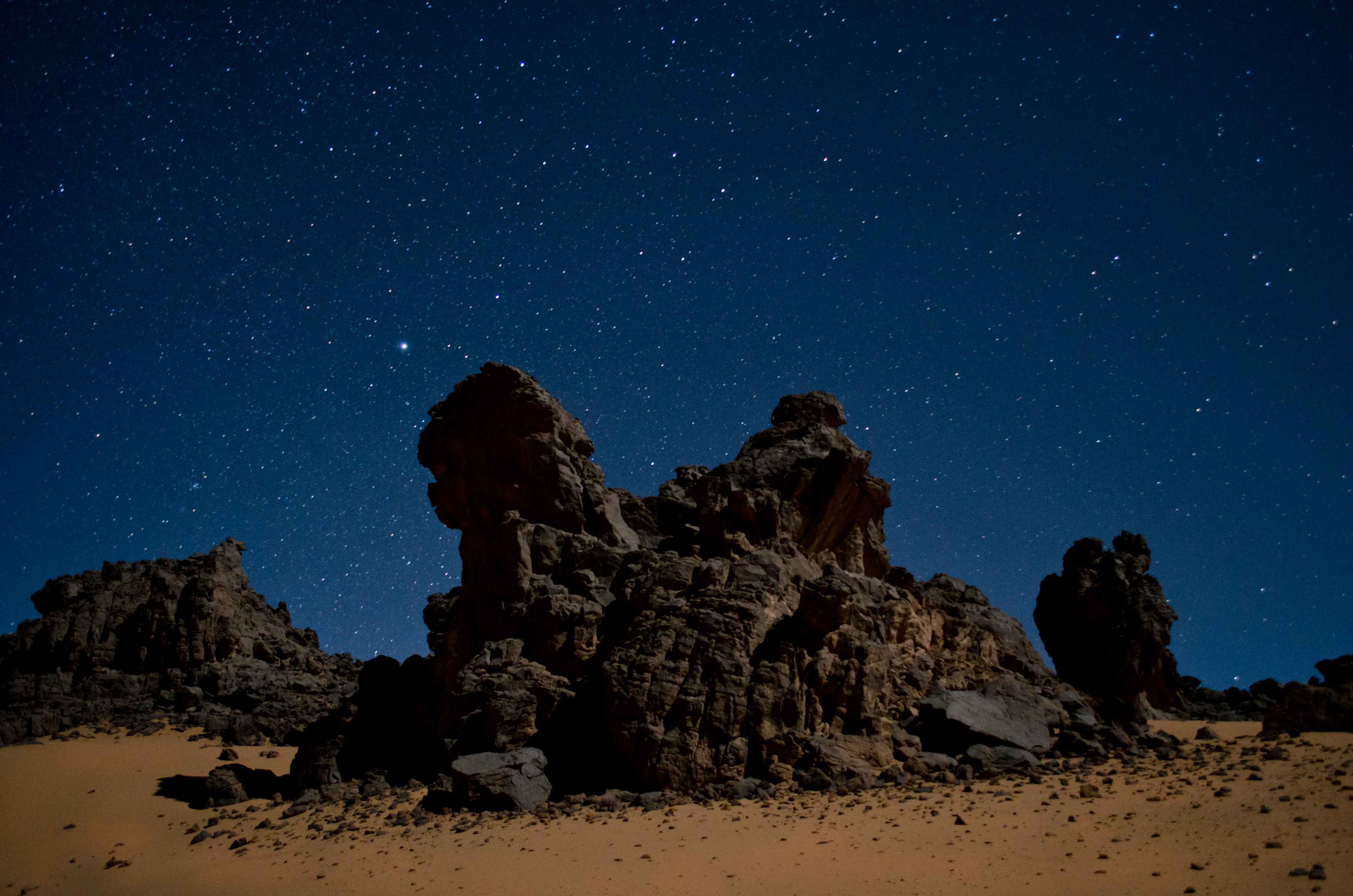
Nuit étoilée dans le désert de Djanet.
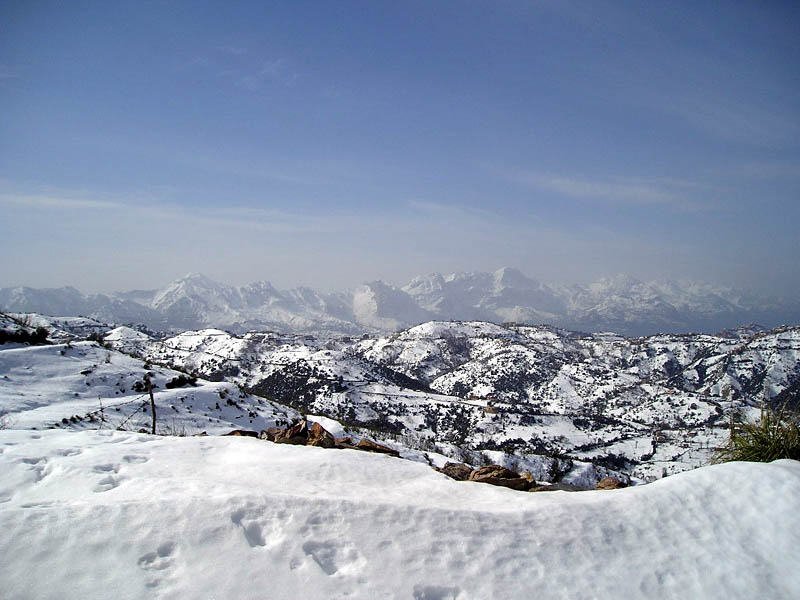
Montagnes du Djurdjura en Kabylie.
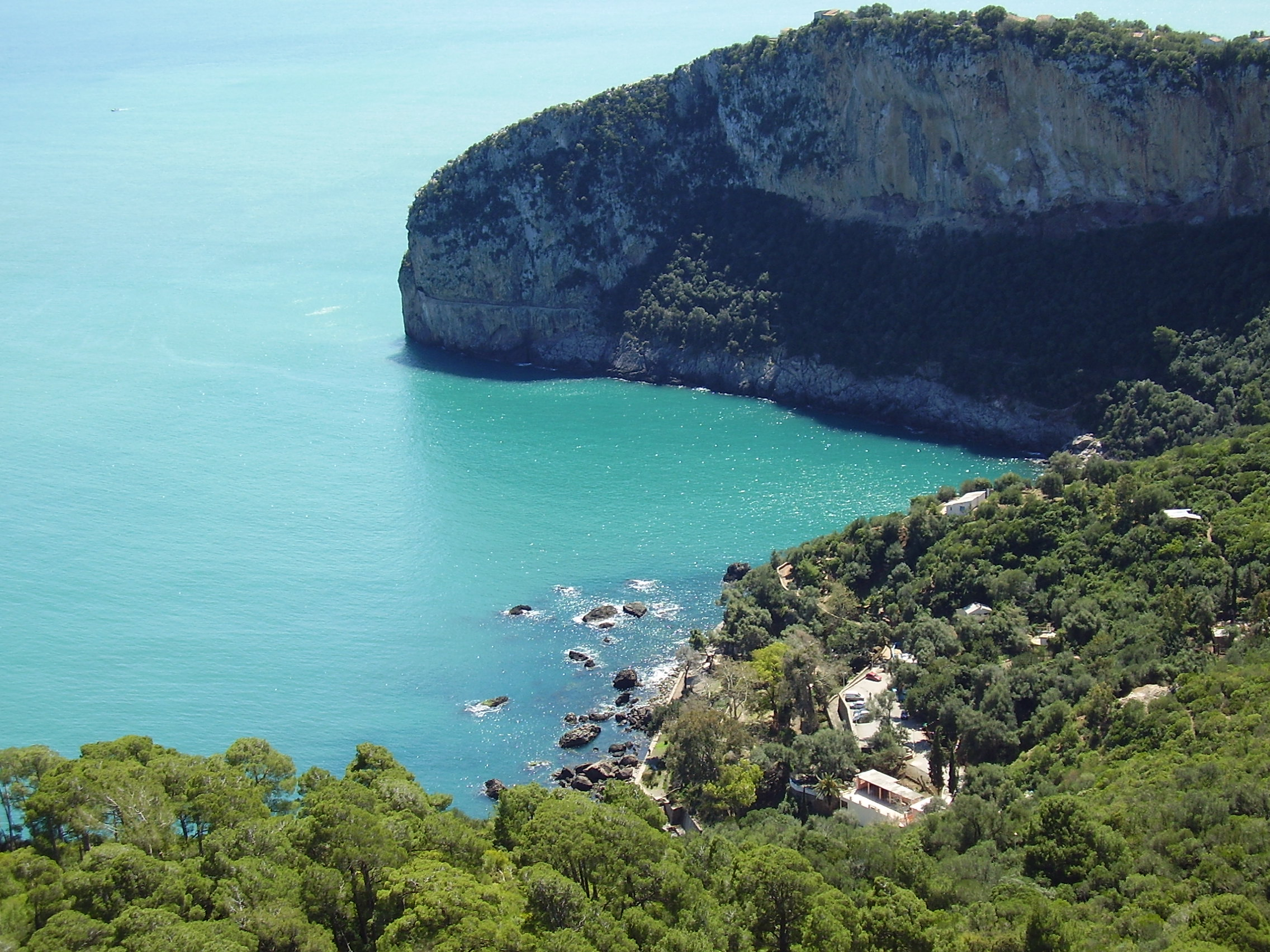
Le site préservé des Aiguades, dans le parc national de Gouraya à Béjaïa.
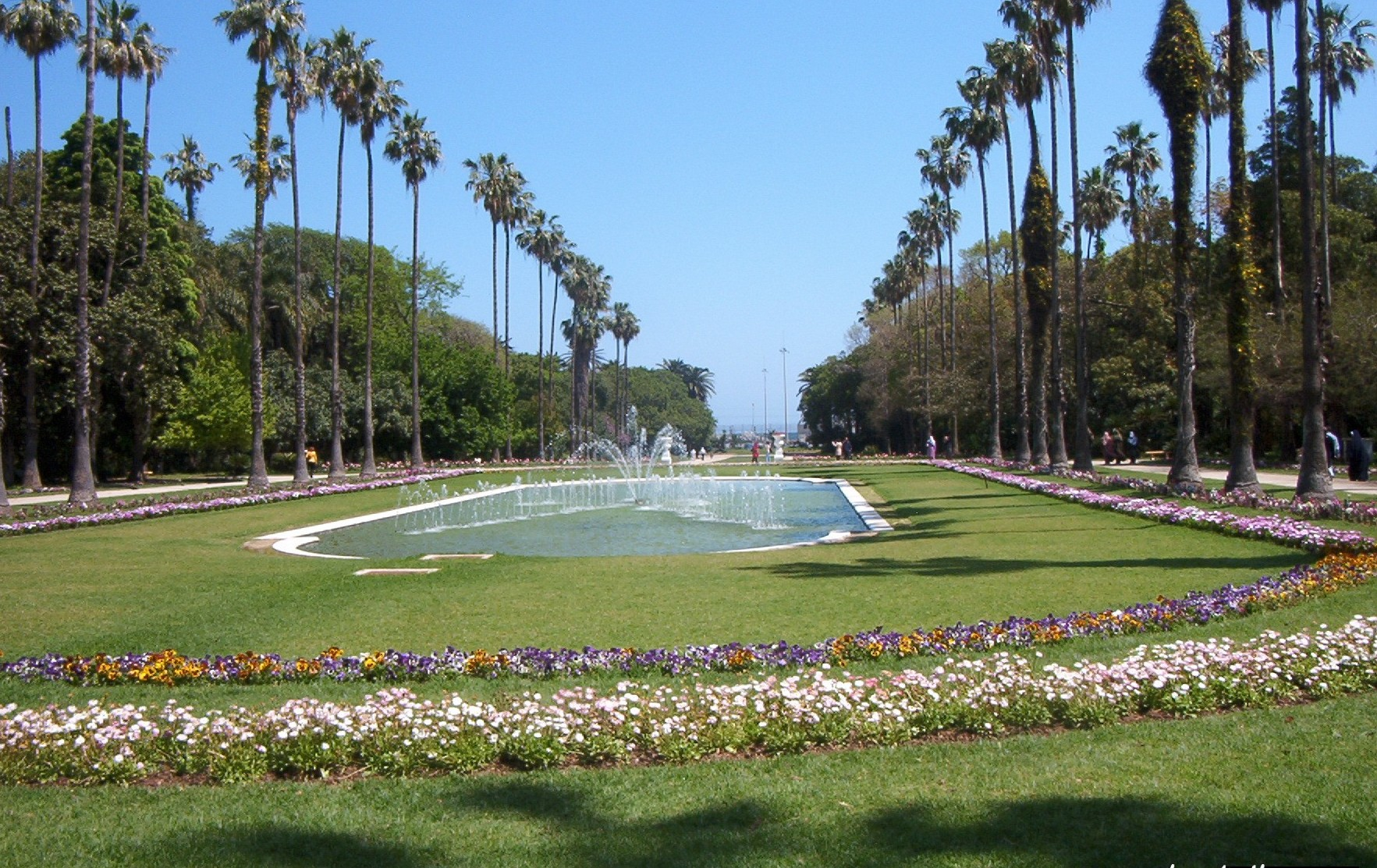
Le Jardin d'essai du Hamma à Alger.
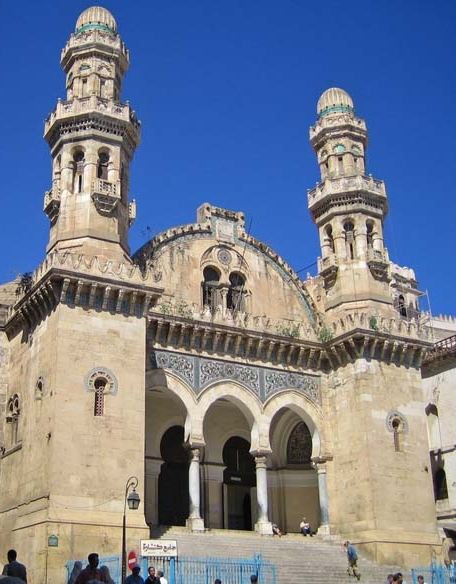
La Mosquée Ketchaoua à Alger, inscrite à l'inventaire du patrimoine mondial de l’Unesco.
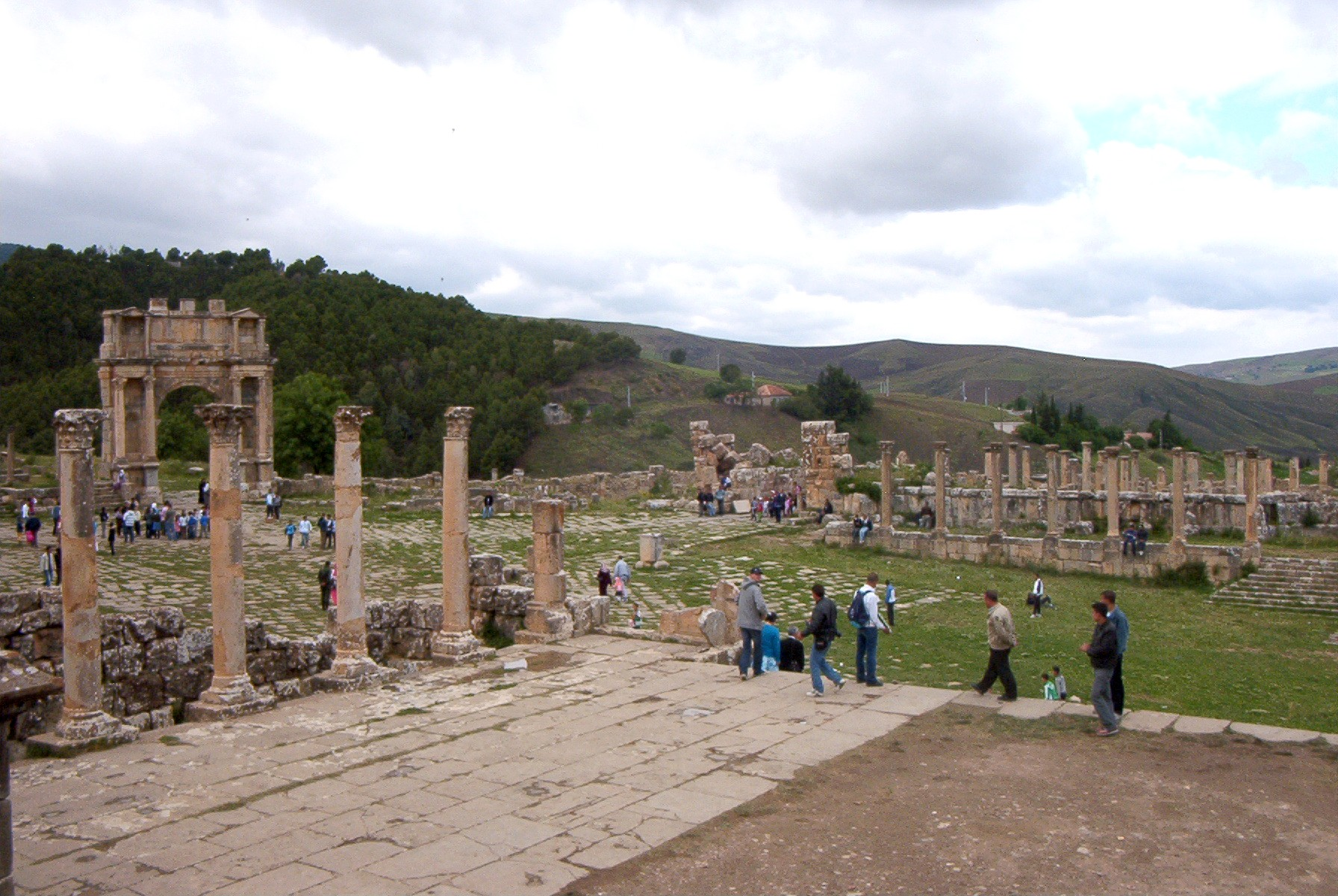
Djemila cité romaine à Sétif, classée au patrimoine mondial par l'Unesco.
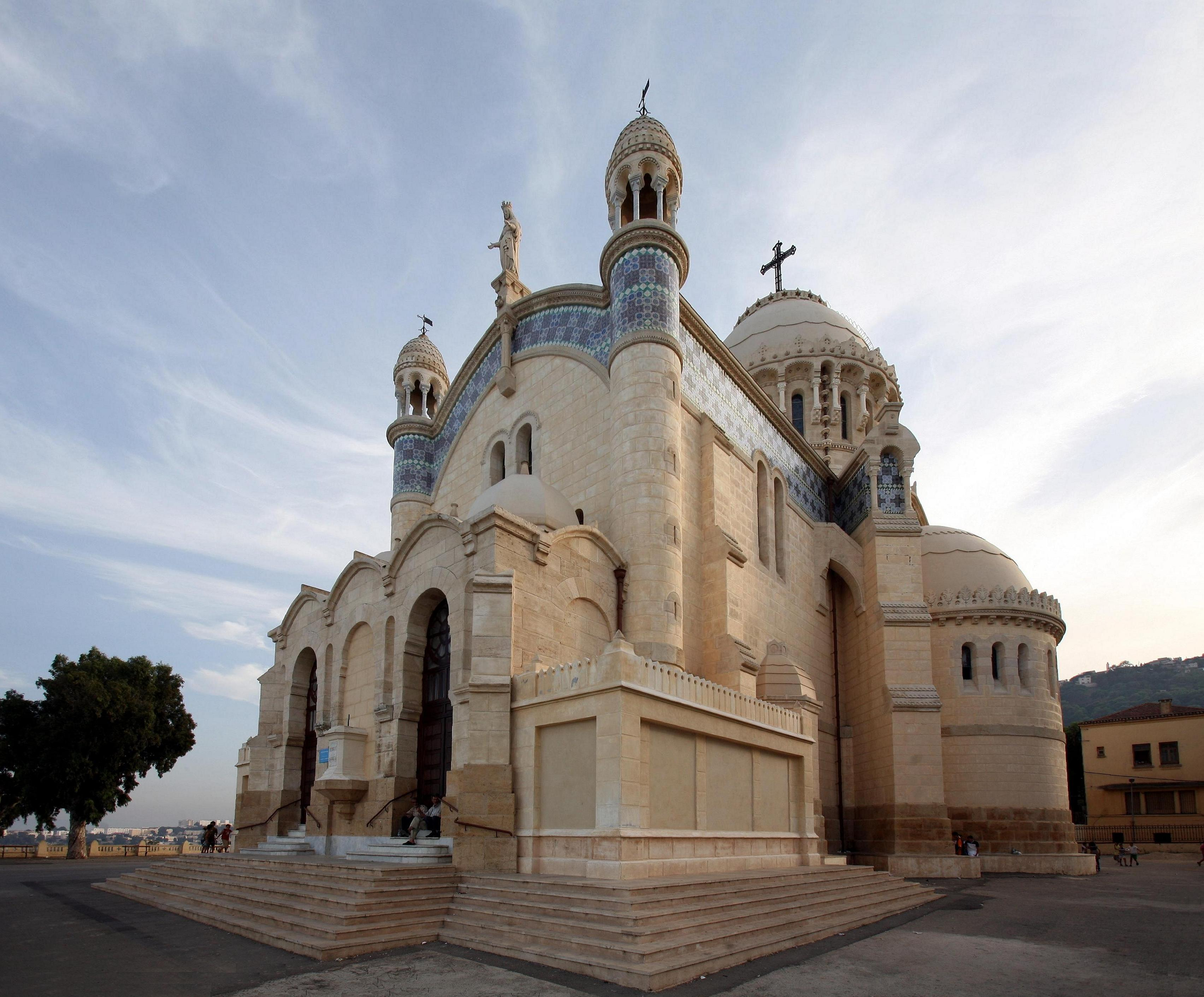
La Basilique Notre-Dame d'Afrique à Bologhine, Alger.
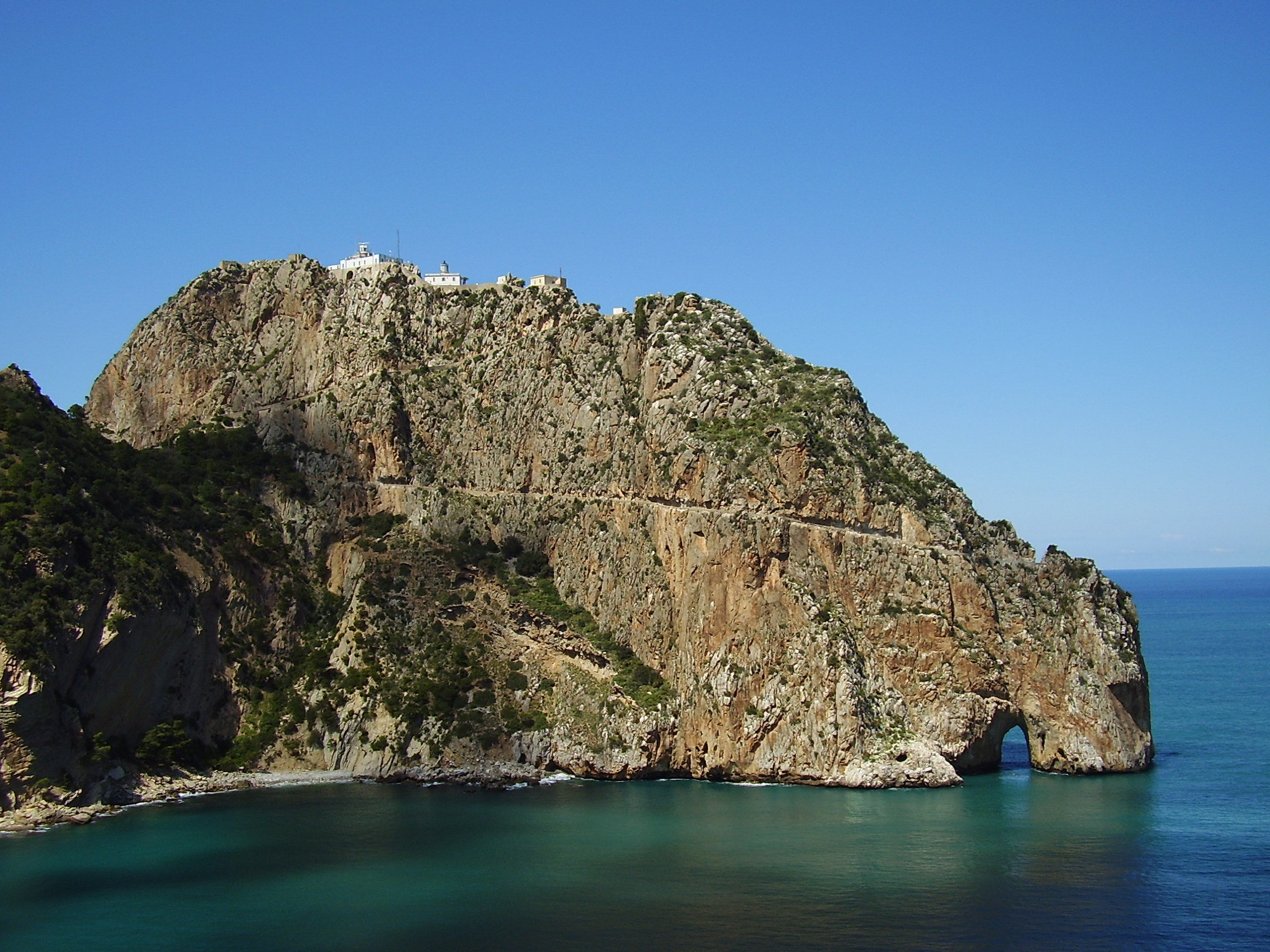
Le phare Cap Carbon à Béjaïa.
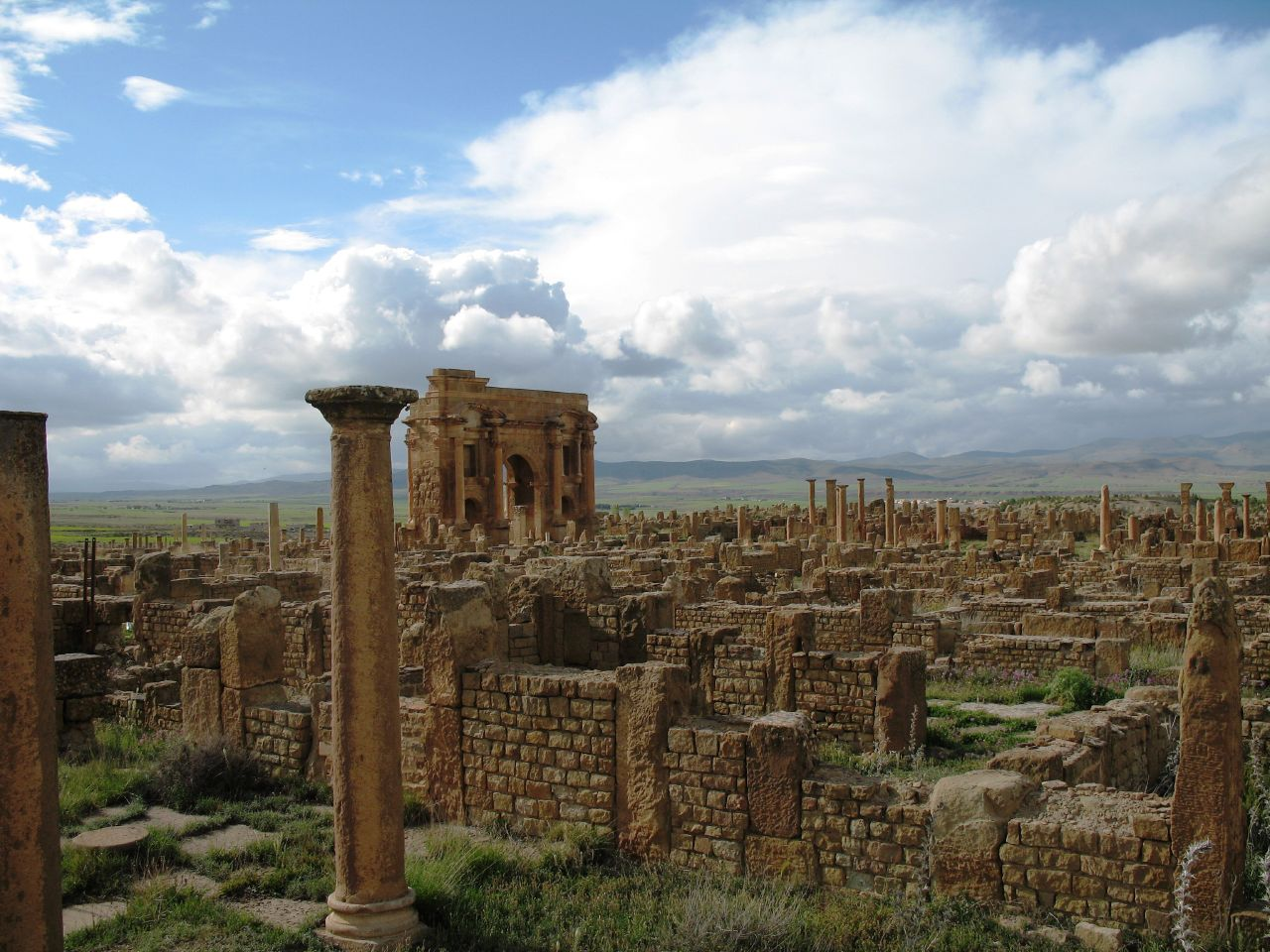
Timgad cité antique à Batna,classée au patrimoine mondial de l'humanité par l'UNESCO.
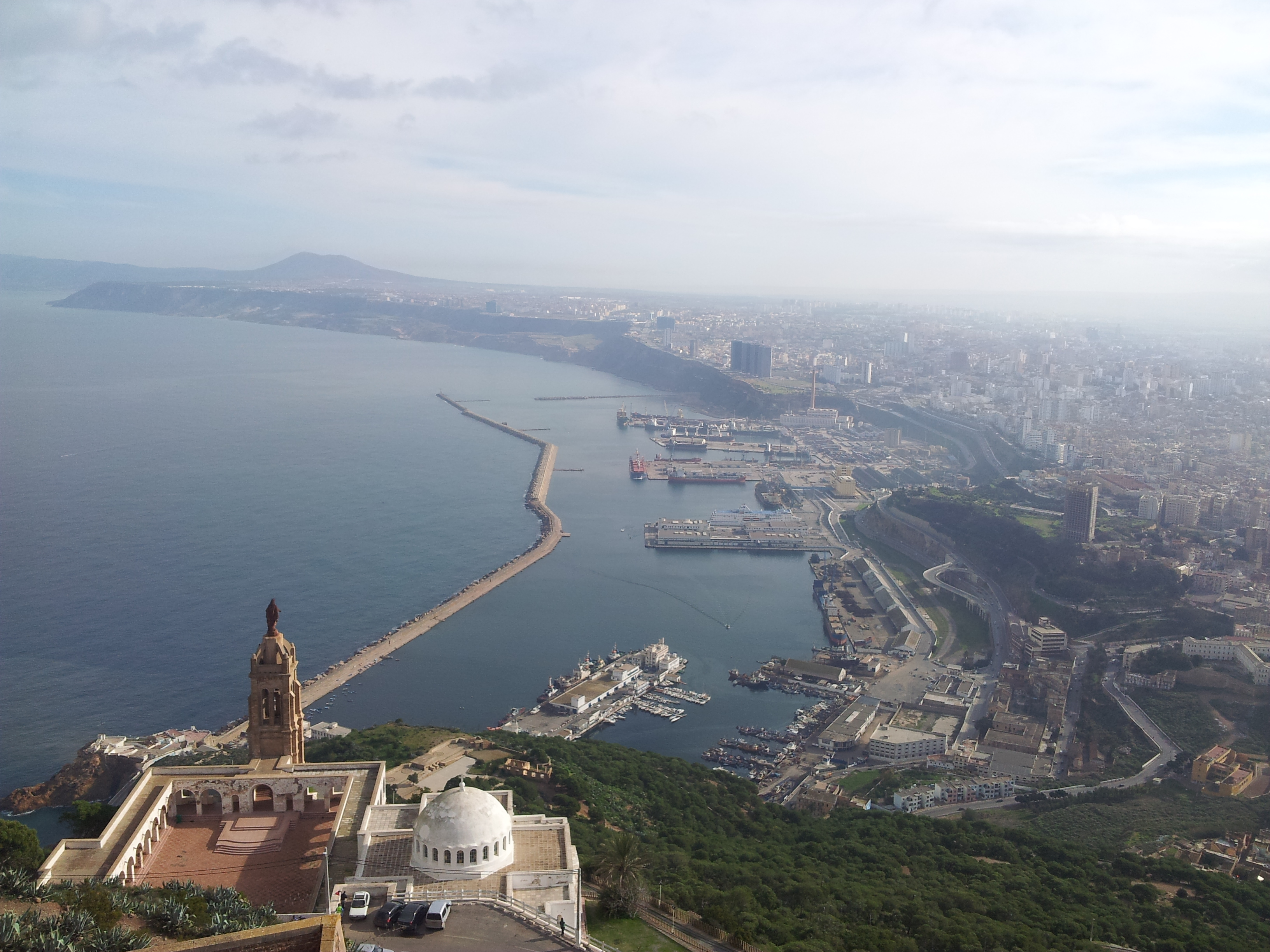
Vue générale d'Oran : La chapelle de Santa Cruz, la statue de la Vierge Notre-Dame et le port.
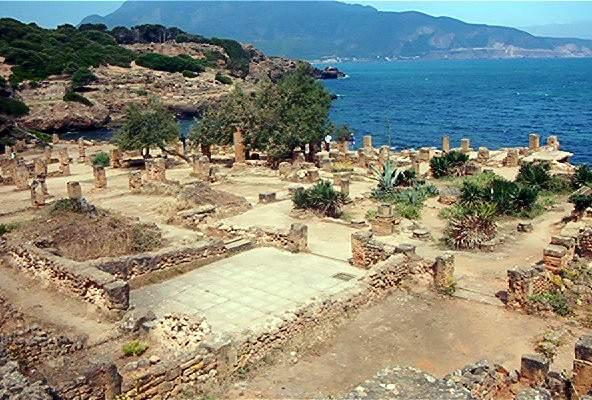
Ruines romaines de Tipaza.
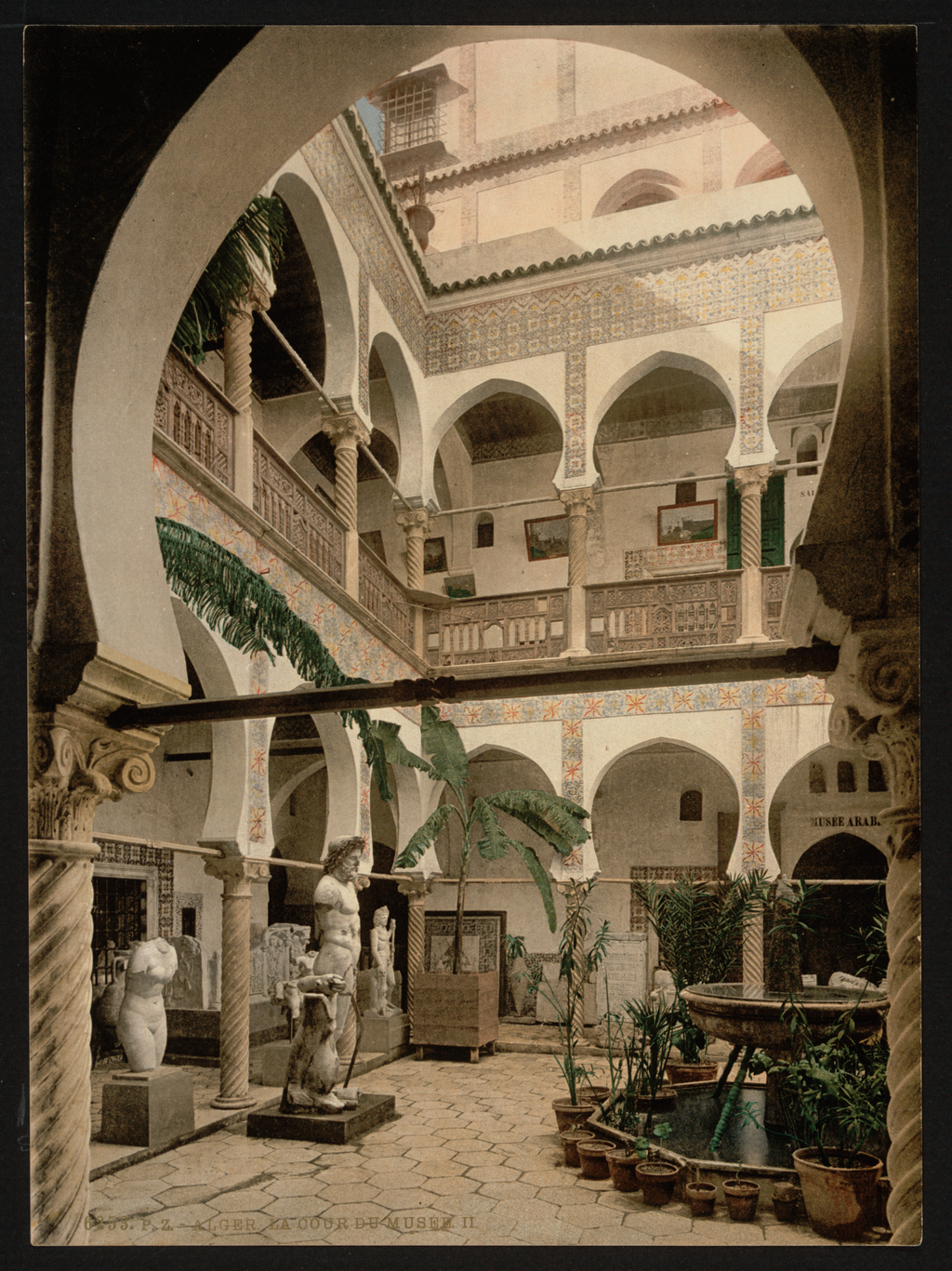
À l’intérieur du Musée national des antiquités et des arts islamiques.
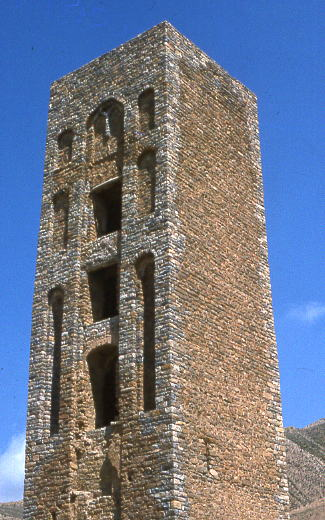
La Kalâa des Béni Hammad à M'Sila.
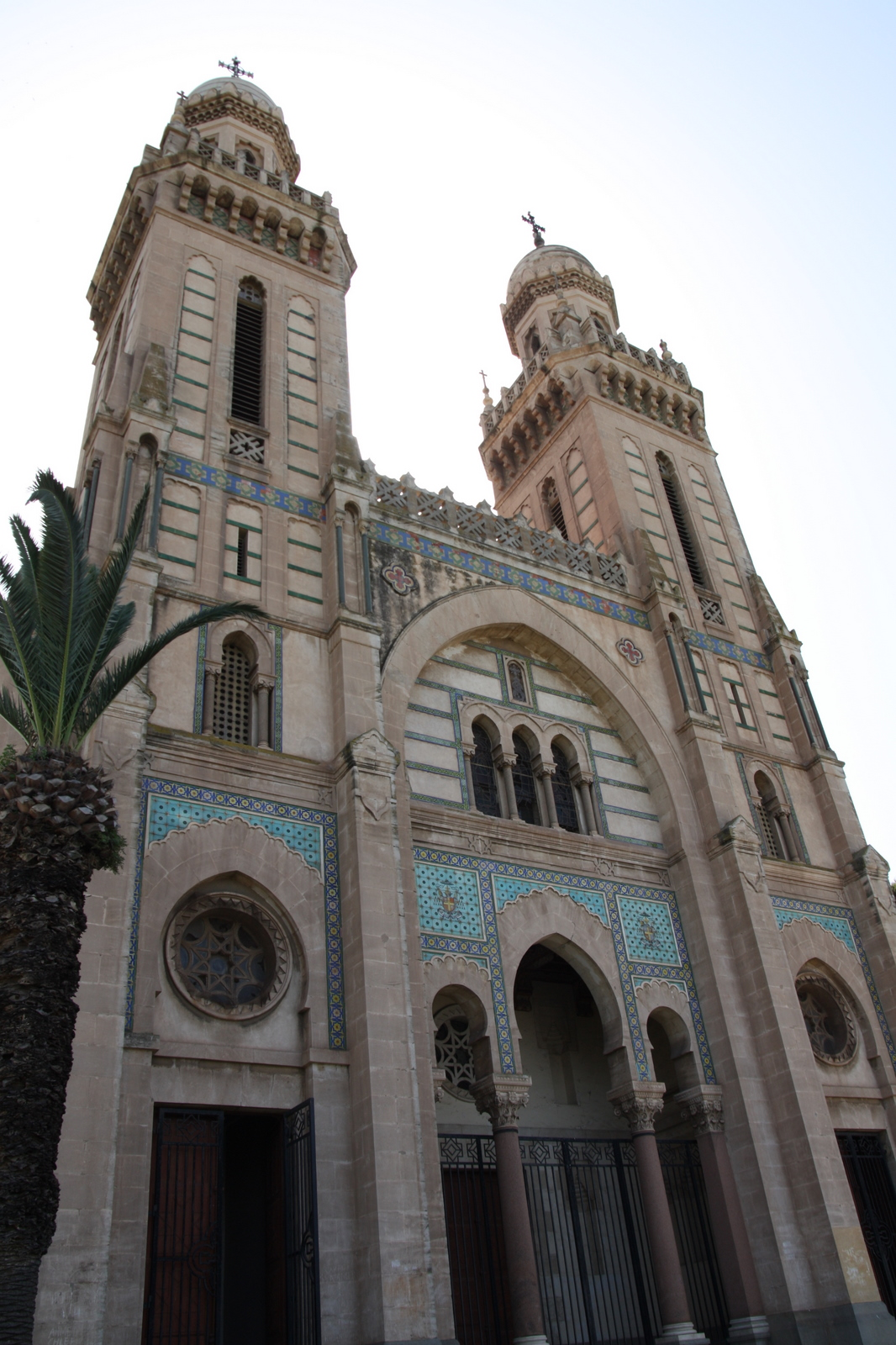
Basilique Saint-Augustin d'Annaba.
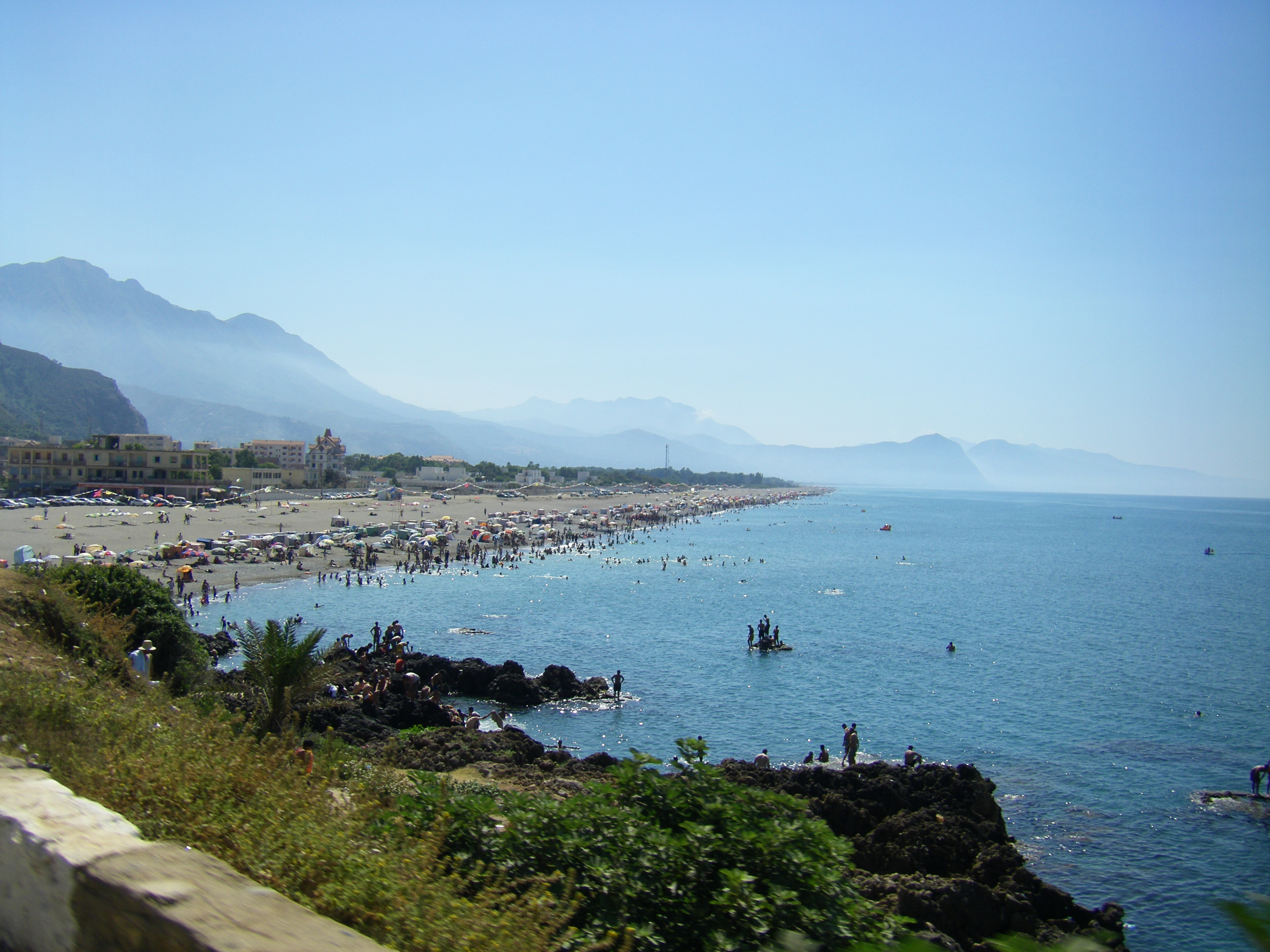
Une plage à Melbou à Béjaïa
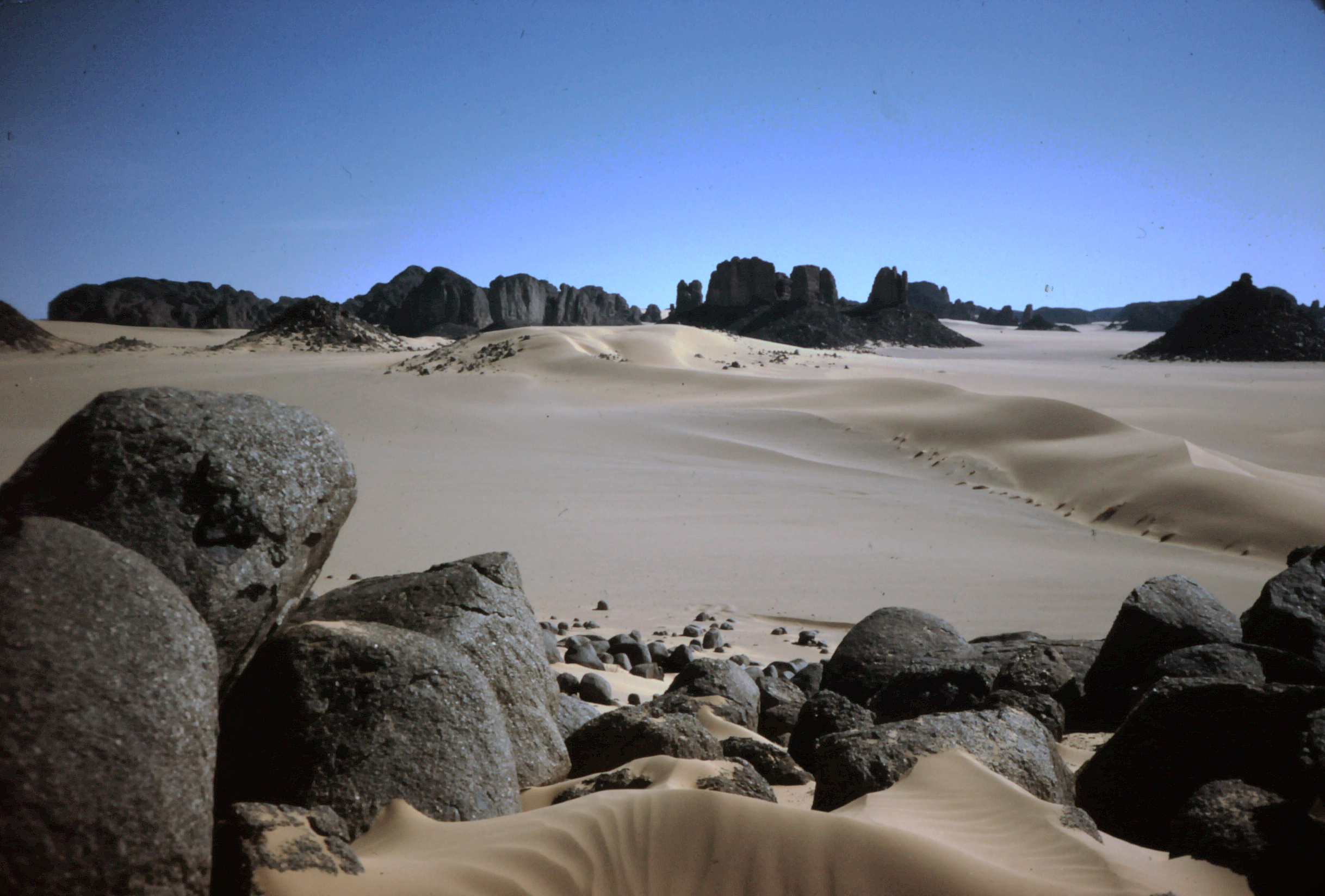
Vue du Tassili n'Ajjer près de Fort Gardel au sud-est de l'Algérie.
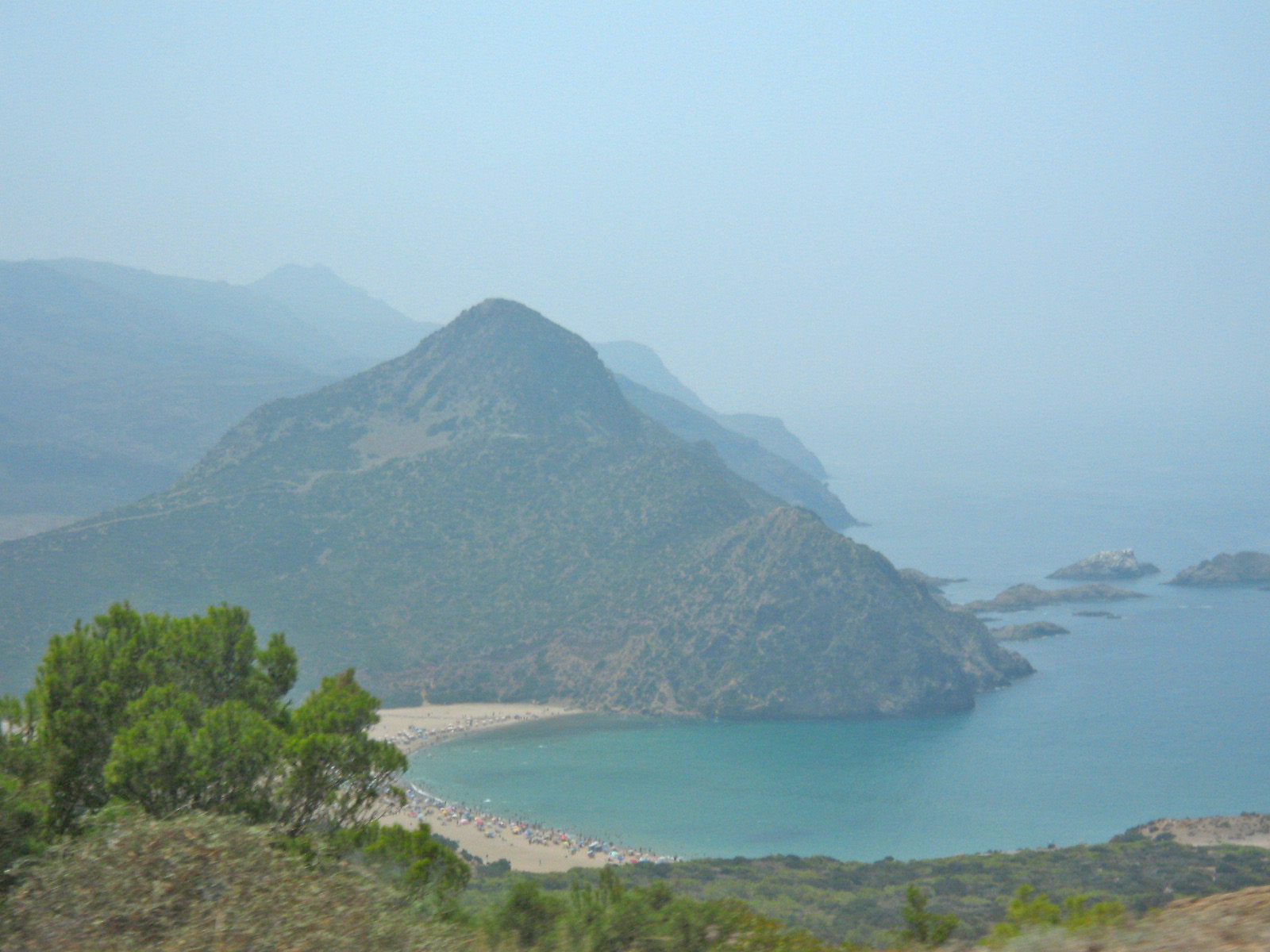
Les deux plages de Madagh à Oran.
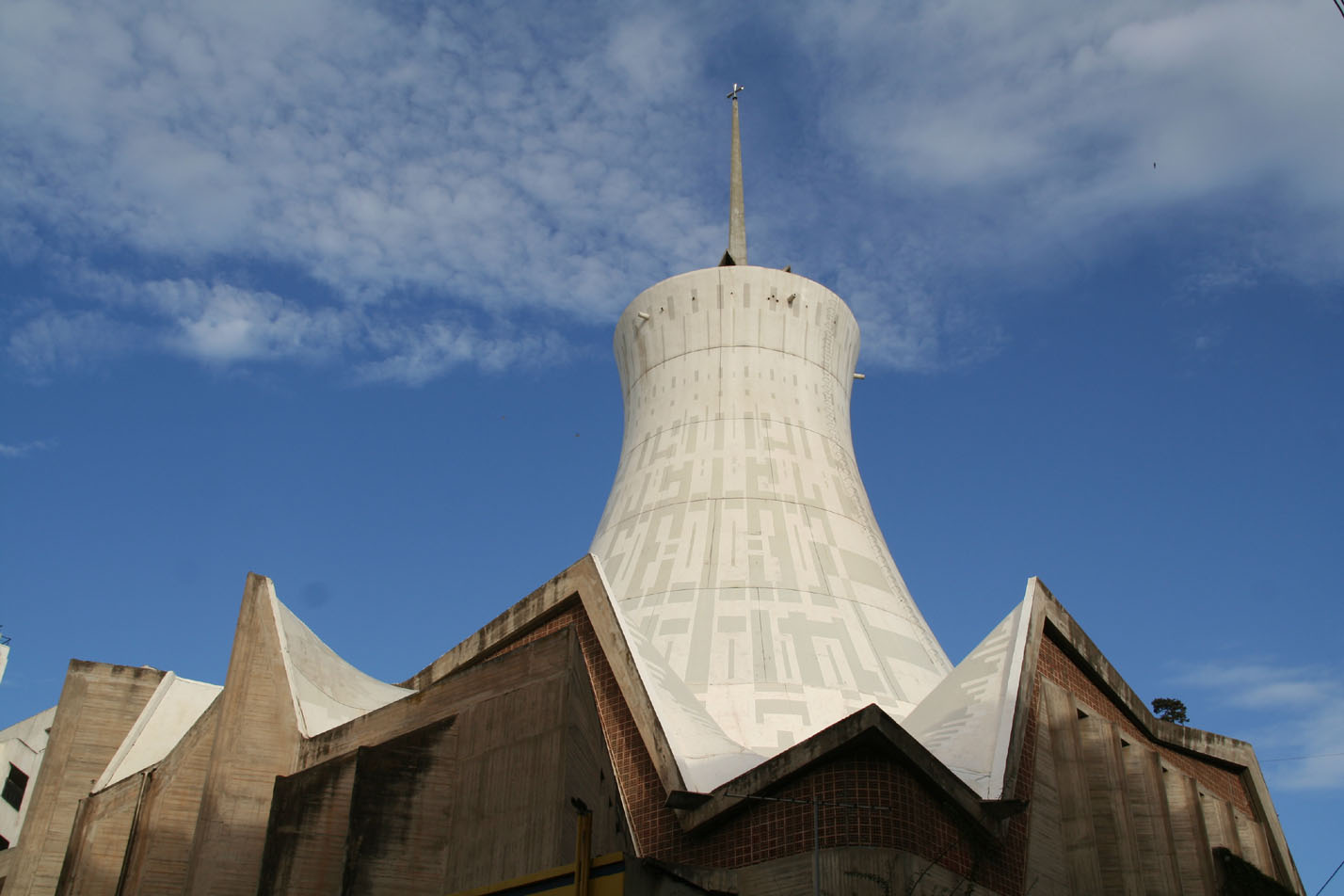
La Cathédrale du Sacré-Cœur d'Alger.
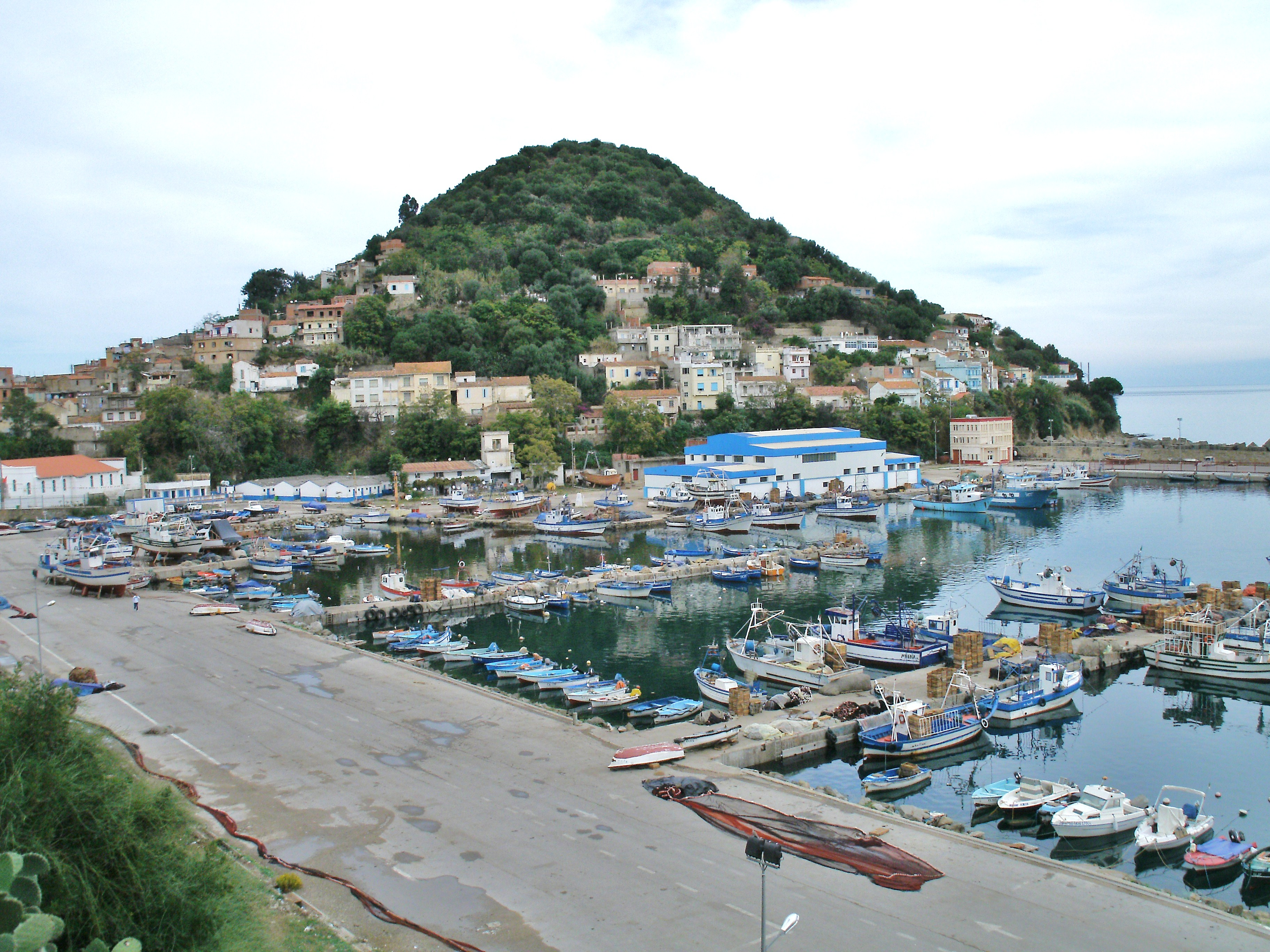
Vue partielle du port et la ville de Collo à Skikda.
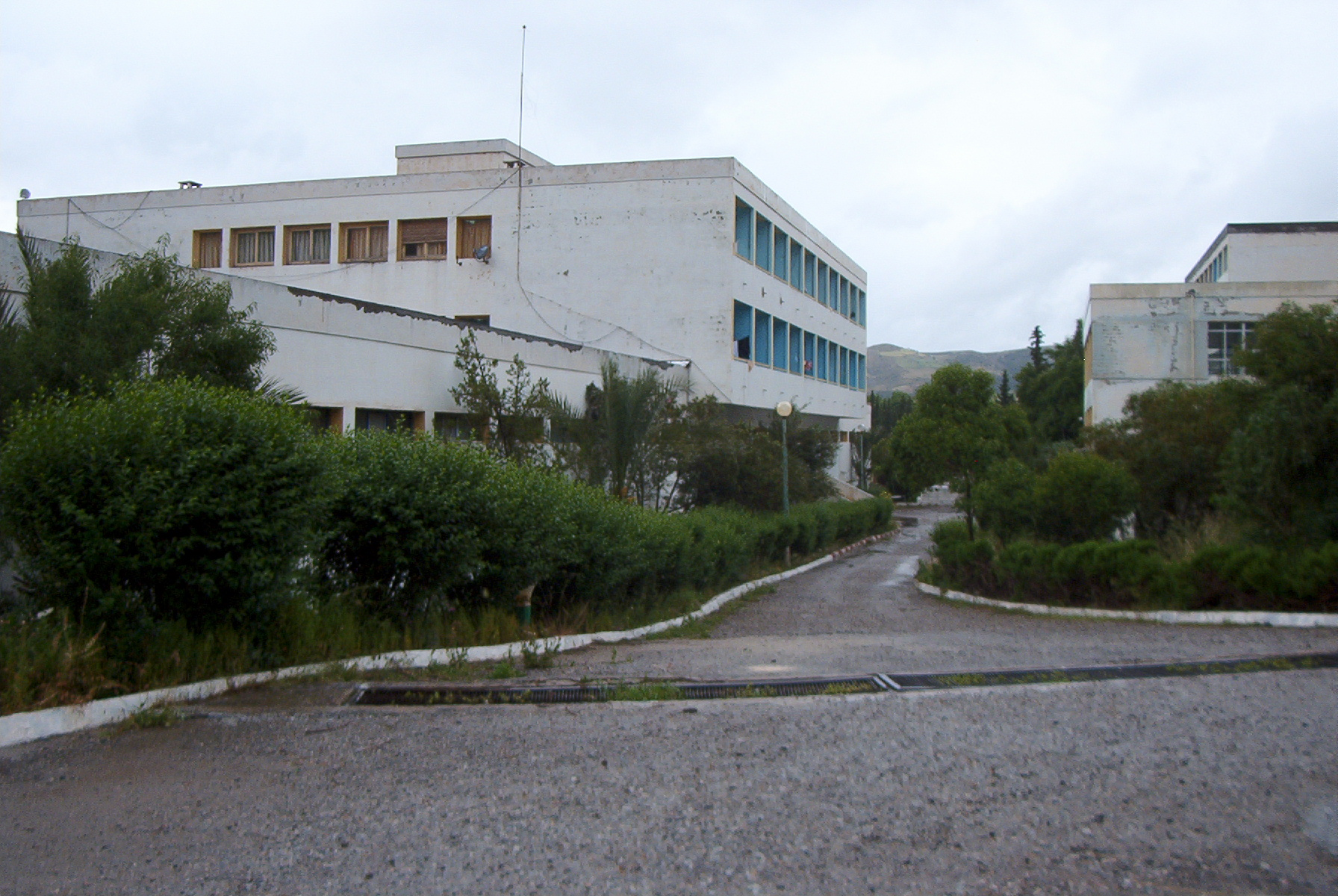
La station thermale de Hammam Guergour à Sétif.
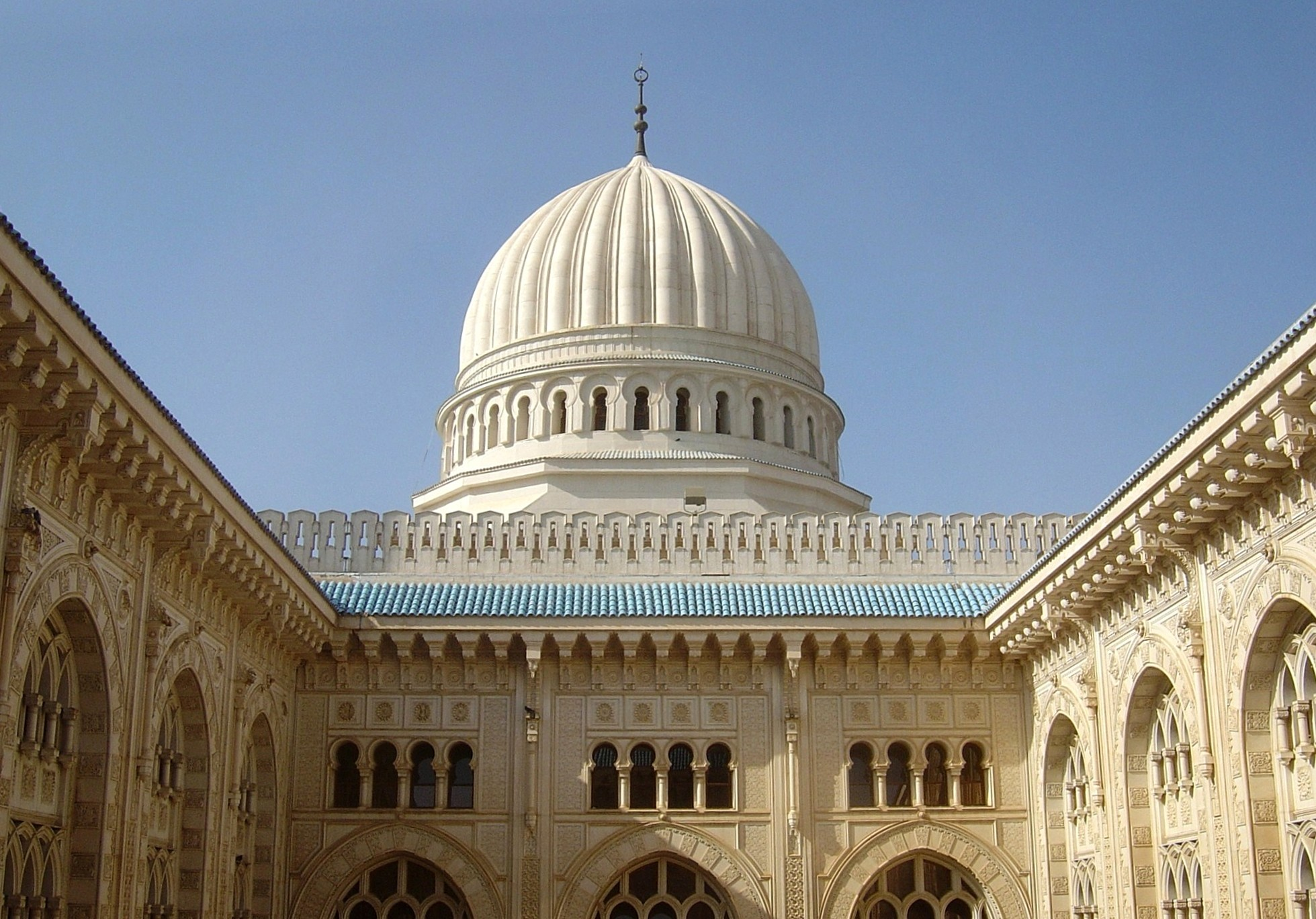
La Mosquée Émir Abdelkader à Constantine.
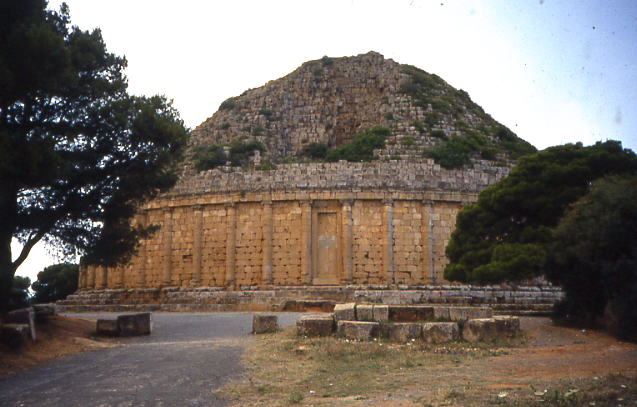
Le Mausolée royal de Maurétanie à Sidi Rached- Tipaza.
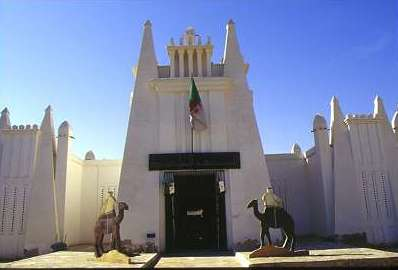
Musée de Ouargla.
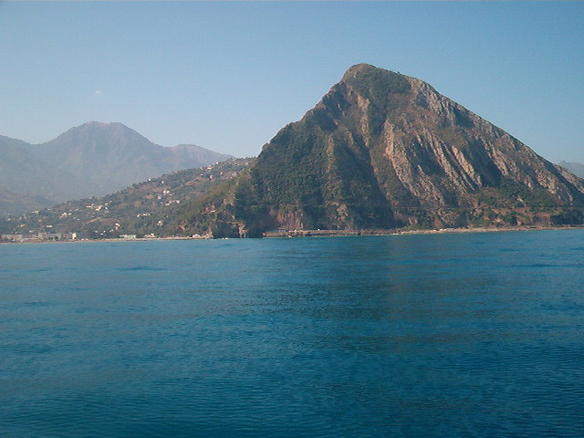
Vue sur le Mont Imma Tadrart d'Aokas à Béjaïa.